# Huître
Taxons concernés
- Familles :
  - Ostreidae (presque toutes les huîtres)
  - Spondylidae (« huîtres épineuses »)
- Principaux genres concernés :
  - Ostrea
  - Crassostrea
  - Ostreola
  - SaccostreaSous-pages sur l'ostréiculture
- Ostréiculteur
- Naissain
- Articles sur l'Ostréiculture
- Articles sur l'Ostréiculture arcachonnaiseAutres sous-pages sur les huîtres
- Perle
- Gryphéemodifier

La dénomination vernaculaire huître désigne les mollusques marins bivalves de la famille des Ostreidae et plus largement de la super-famille des Ostreoidea. Les huîtres ne vivent que dans l'eau salée ou saumâtre et se trouvent dans toutes les mers. Ces mollusques sessiles vivent à l'état naturel fixés sur un substrat rocheux.
Espèces ingénieures qui ont la capacité, en s'installant sur le fond, de créer un habitat favorable à de nombreux autres organismes vivants, elles forment des mini-récifs biogéniques, véritables oasis de biodiversité, et rendent de nombreux autres services écosystémiques. Ces récifs ont souvent dominé les estuaires du monde entier, alimentant les économies côtières et les civilisations depuis les temps préhistoriques. Mais des siècles d'extraction et la dégradation du littoral ont entraîné la quasi-extinction des récifs naturels. Il existe quelques projets de restauration de récifs d'huîtres.

## Anatomie

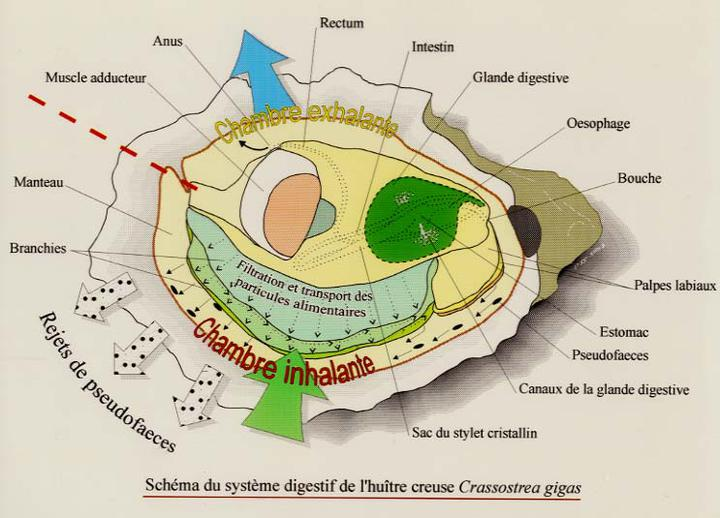
Schéma de l'anatomie de l'huître creuse.

Les huîtres sont protégées par une coquille, composée d'aragonite et de protéines comme la conchyoline, caractéristiques des lamellibranches.
Cette coquille, grande et inéquivalve, est fixée par la valve gauche, qui est généralement bombée, concave, avec l'extrémité antérieure plus ou moins redressée en forme de crochet, alors que la valve droite est plate (dans le langage courant, on parle de valves inférieure et supérieure parce que dans la nature la première repose sur le sol). L'extrémité antérieure de la coquille est donc la portion où les valves sont réunies par le ligament, l'extrémité postérieure est la bordure opposée des valves. La couleur des coquilles diffère beaucoup d'une espèce à l'autre, et même au sein d'une même espèce.
Le manteau constitue la structure la plus externe du corps mou de l'huître. Il correspond à la membrane qui se rétracte lorsqu'on la pique ou qu'on l'asperge de citron. Les deux moitiés du manteau sécrètent les deux valves de la coquille. Ces deux lobes, fusionnés avec les viscères dans la région dorsale, délimitent la cavité palléale dans la partie ventrale de l'animal.
Une grande partie de l'intérieur de l'huître est occupée par les branchies qui divisent la cavité palléale en deux : la chambre inhalante, ventrale, et la chambre exhalante, dorsale. Ces branchies se poursuivent antérieurement par deux paires de lobes triangulaires, les palpes labiaux, révélant leur rôle respiratoire, mais également nutritionnel. En effet, les cils présents sur les axes de l'épithélium plissé des branchies créent un courant d'eau qui permet l'acheminement vers les palpes labiaux et la bouche des particules nutritives dont se nourrit l'animal.
Comme les autres lamellibranches, l'huître ne possède pas de tête. Bien que dépourvue d’oreille, elle est dotée d’une capacité d’audition,. Un muscle adducteur important permet de contrôler l'ouverture de la coquille. C'est ce muscle qui maintient l'huître fermée et que l'on doit couper lors de l'ouverture de l'animal. Rappel ancestral, la larve comporte deux muscles inégaux (phase dimyaire) alors que l'adulte est monomyaire.

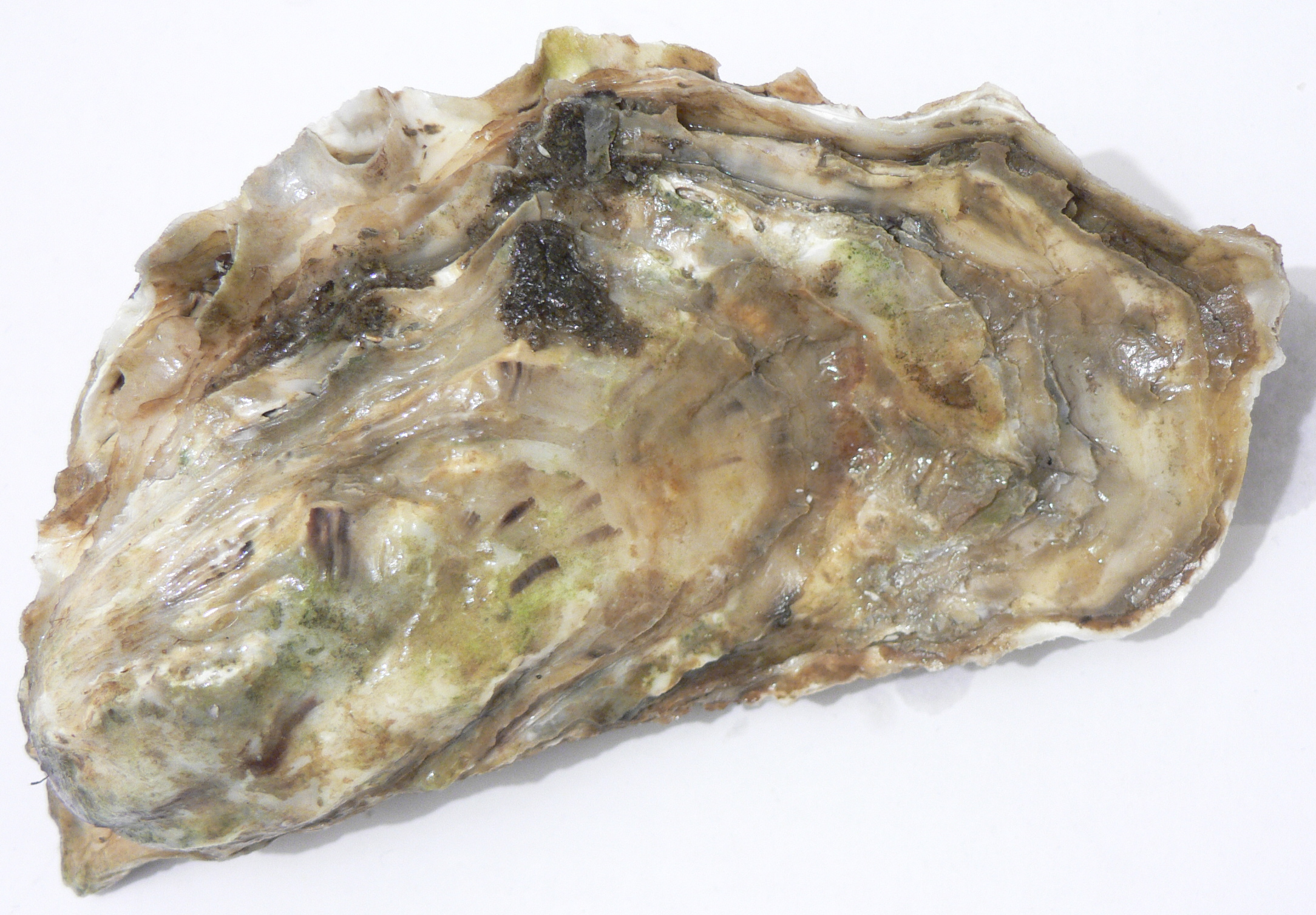
Huître japonaise (Crassostrea gigas), bassin de Marennes-Oléron, vue de dessus.
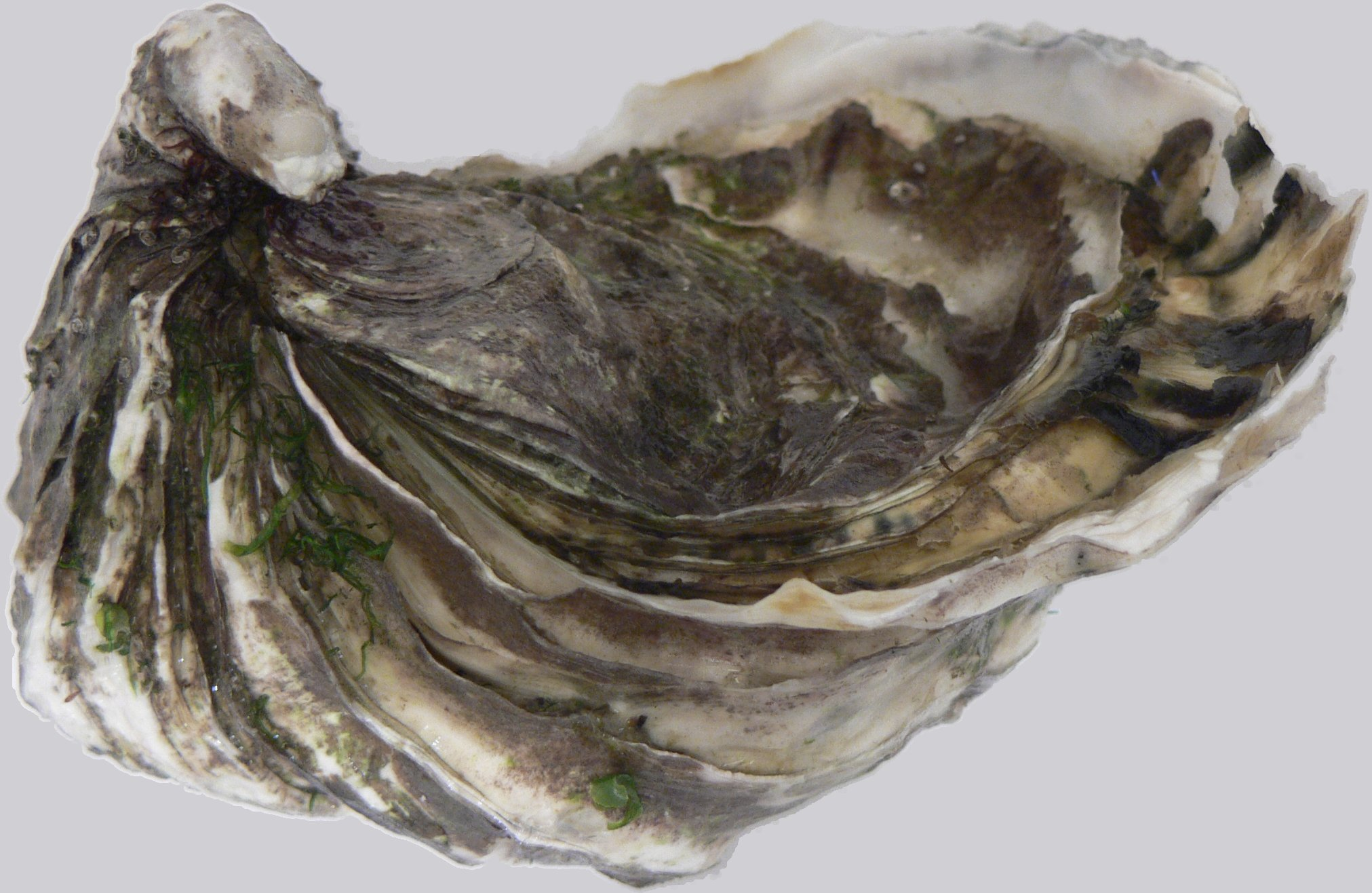
Huître japonaise, vue latérale.
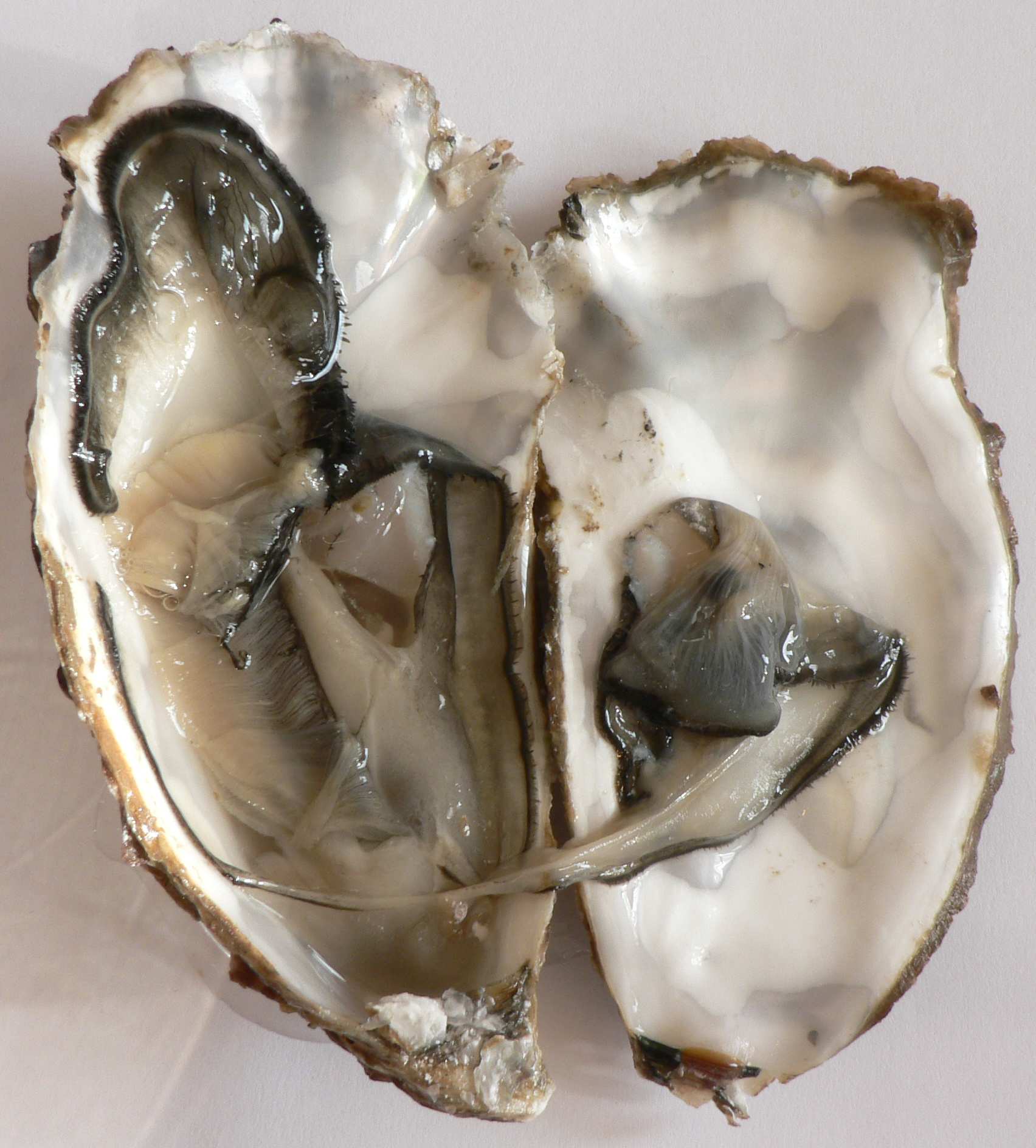
Huître japonaise ouverte.

## Écologie et comportement

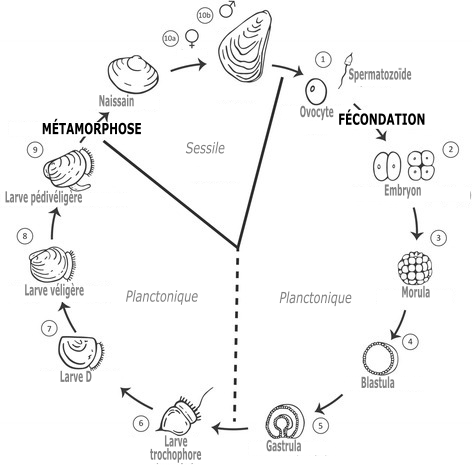
Schéma représentant le cycle de vie bentho-pélagique de l'huître avec quatre principaux stades de développement : l'étape embryonnaire, larvaire, le naissain et l'âge adulte.

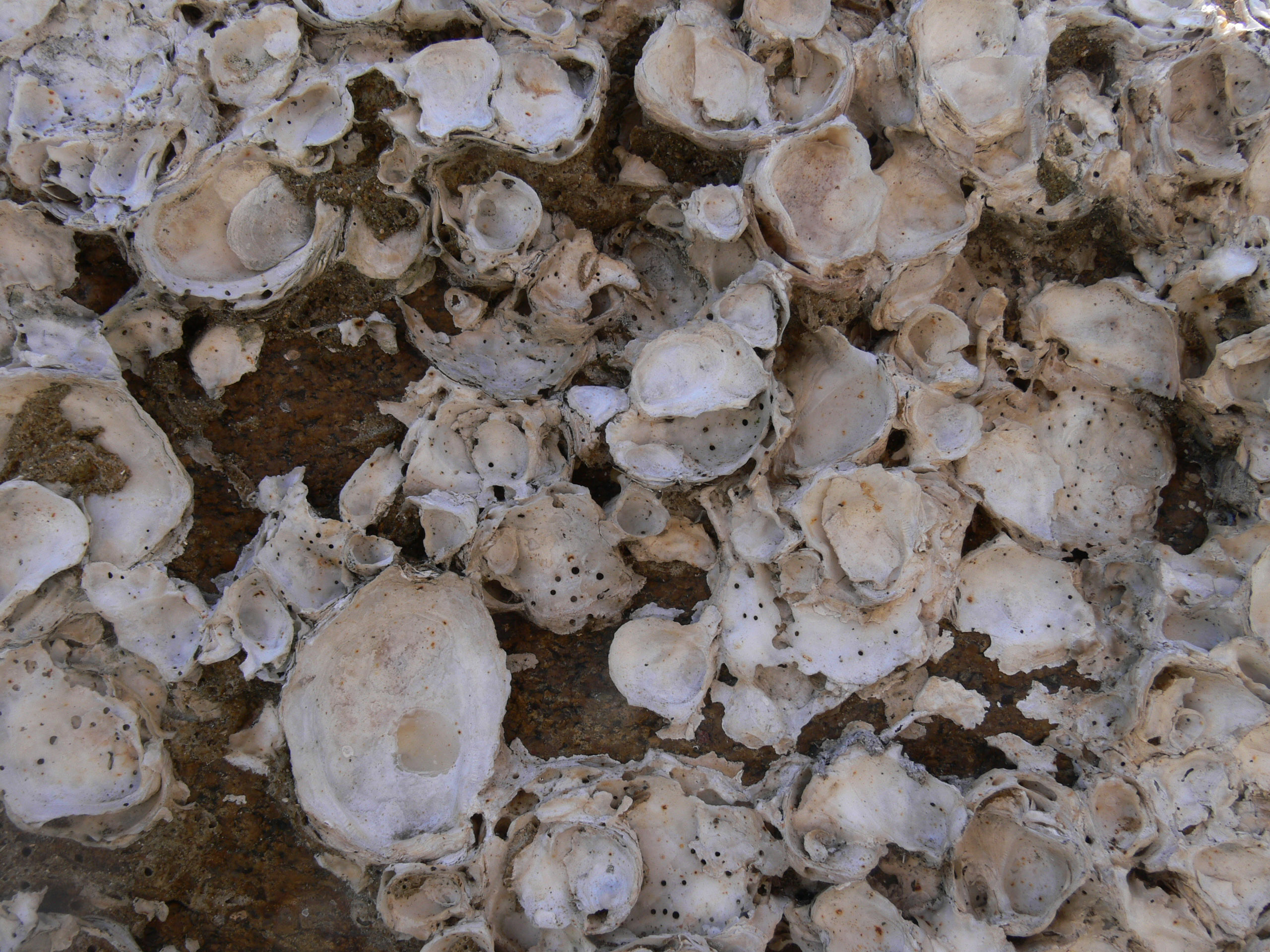
Là où elle n'est pas exploitée, l'huître peut contribuer à construire des agrégations, bancs et massifs récifaux.

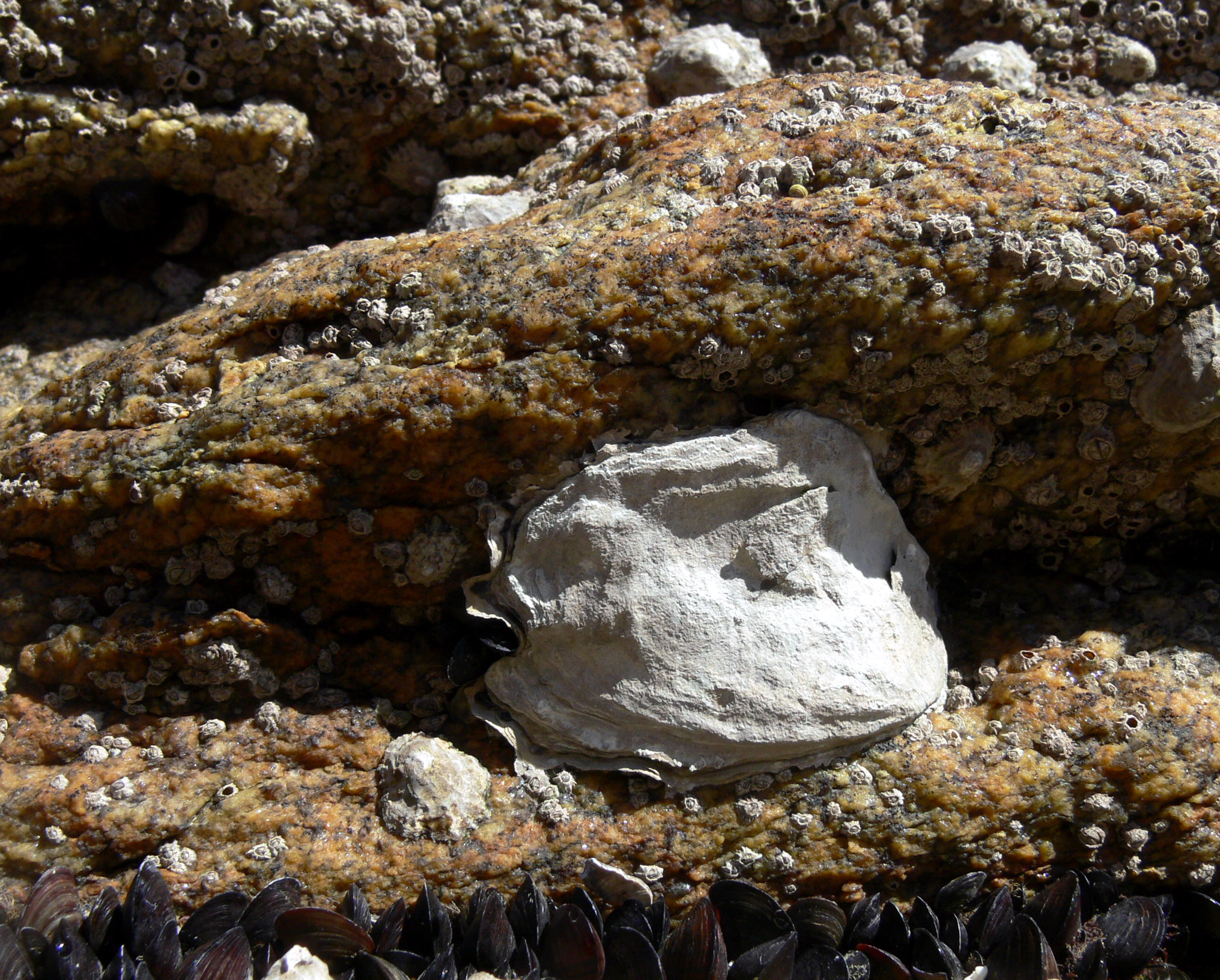
Dans la nature, l'huître adapte la forme de sa coquille à celle de ses voisines ou de l'environnement rocheux.

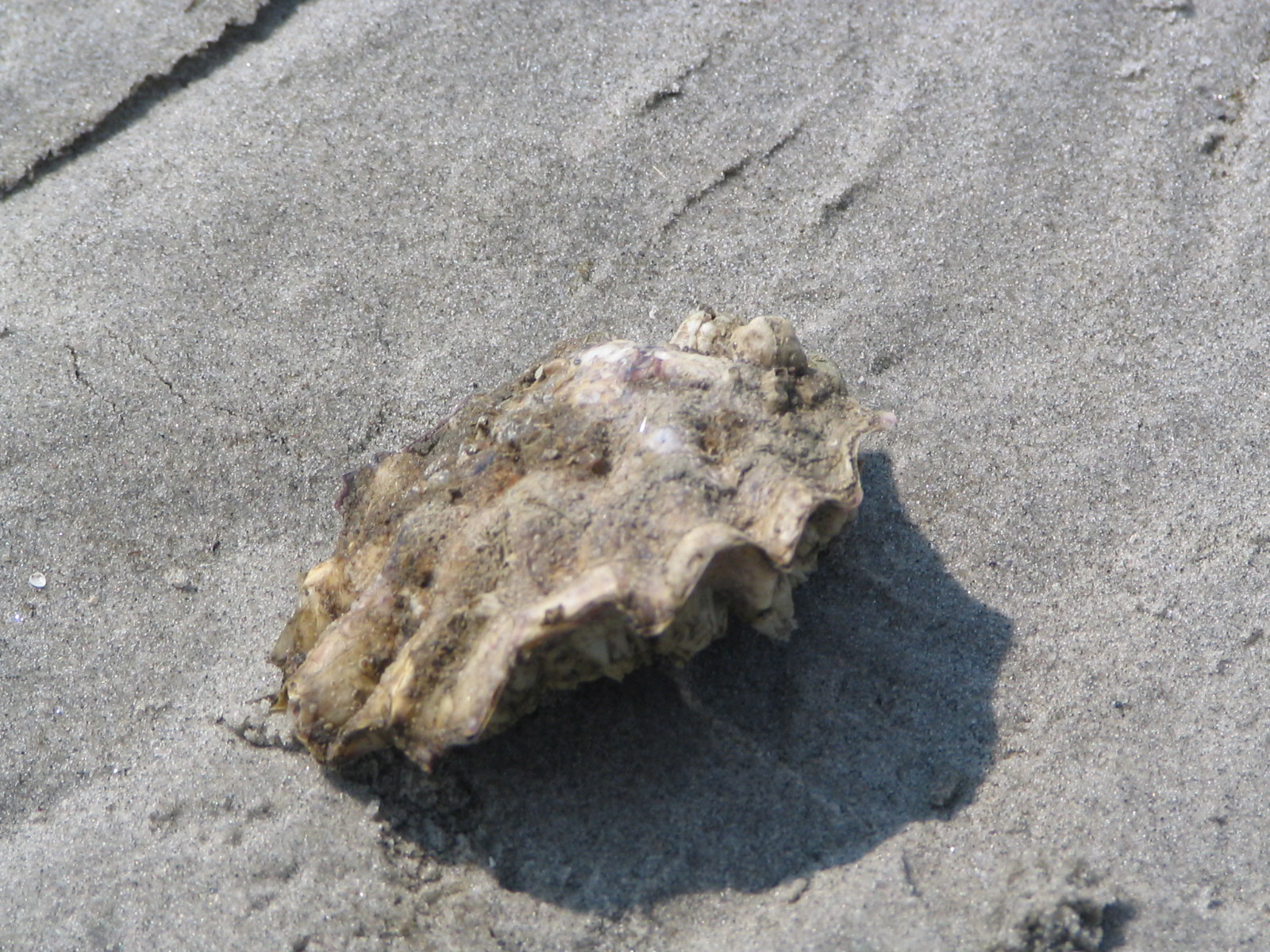
L'huître « roulante », arrachée de son support et soumise au ressac sur le rivage, ne survit pas.

Comme la majorité des invertébrés benthiques, les huîtres ont un cycle de vie bentho-pélagique où une phase adulte sessile succède à une phase de vie larvaire planctonique pélagique (avec différents stades, larve trochophore, véligère, phase de pédivéligère qui voit la larve plonger au fond, passant de la phase nageante à une phase rampante).

### Développement

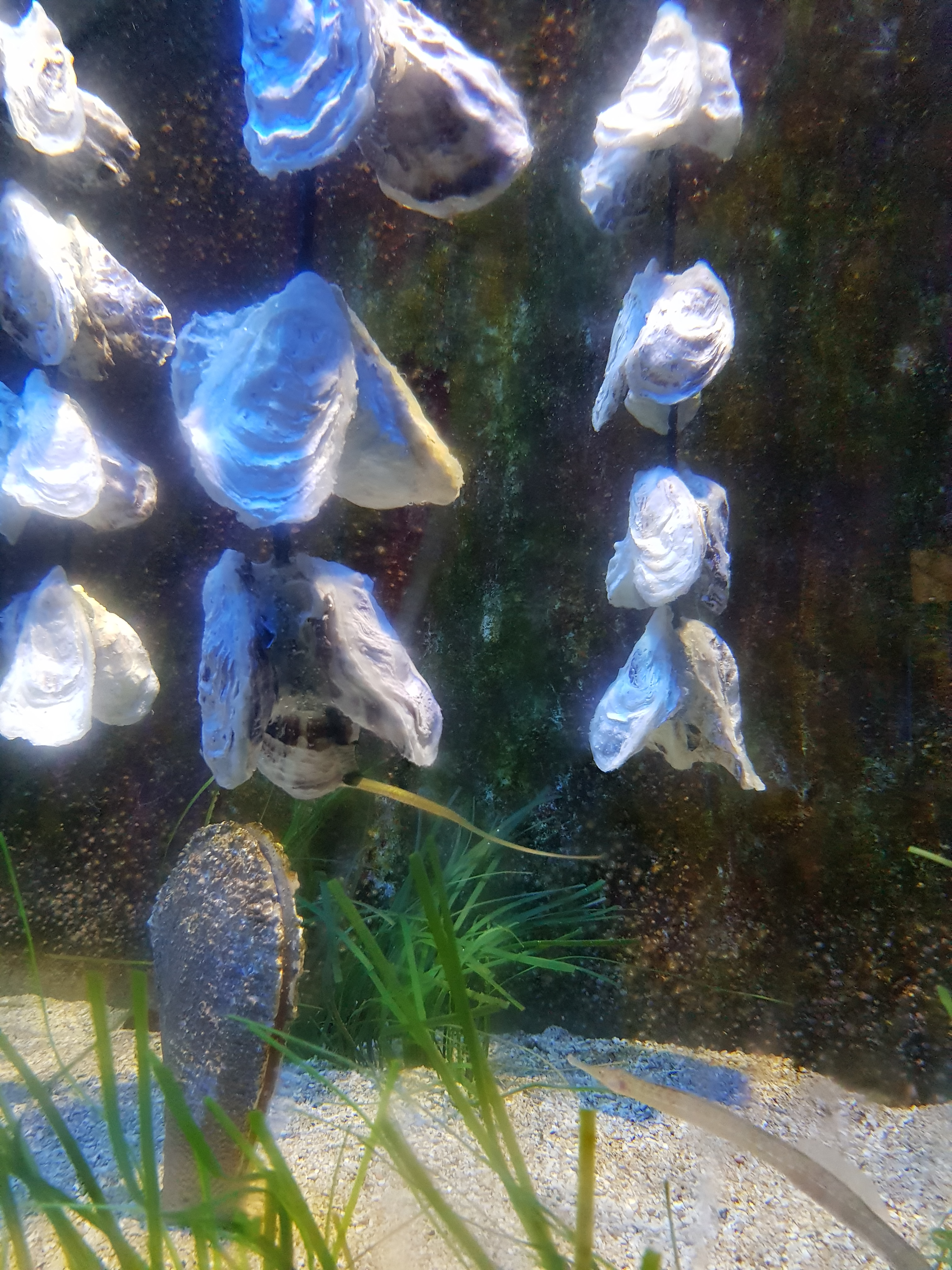
Huitres en développement au musée océanographique de Monaco

La croissance accrétionnaire et saisonnière des coquilles (via les stries de croissance) est une mémoire des fluctuations environnementales. Elle permet des études sclérochronologiques, que l'on peut affiner par l'analyse des teneurs en isotopes stables (C et O), ce qui permet de rétrospectivement évaluer l'âge absolu des huîtres fossiles et reconstituer leurs dynamiques de populations. On a ainsi pu évaluer le temps représenté par certaines couches sédimentaires (cycles annuels à pluriséculaires).
Leur comportement (mouvements des valves, rythmes biologiques, croissance, date et heure de ponte) est utilisé pour suivre en temps quasi réel, et à distance, l'évolution de la qualité de l'eau sur les côtes.

### Reproduction
Voltaire écrivait en 1767 : " Je suis toujours embarrassé de savoir comment les huîtres font l'amour, cela n'est encore tiré au clair par aucun naturaliste".
L'huître Magallana gigas, la plus présente en France des variétés d'huître, est hermaphrodite cyclique. En effet, une année sur l'autre, elle sera tantôt femelle, tantôt mâle. Lorsque la température de l'eau dépasse 10 °C, elle produit ses gamètes qu'elle libère lorsque l'eau atteint une température proche de 18 °C. Une huître libère entre 20 et 100 millions d'ovules et encore plus de spermatozoïdes. Seules 10 % des larves formées atteindront l'âge adulte. Cet hermaphrodisme successif se retrouve chez l’Ostrea edulis, l’Ostrea lurida (en) et la Crassostrea virginica, qui alternent entre phase mâle ou femelle d'une saison à l'autre, ainsi que chez d'autres bivalves.
Pratiquement toutes les espèces d'huîtres ont une fécondation externe : les femelles expulsent leurs millions d’ovules en battant des cils, tandis que les mâles, attirés par les phéromones dégagées, suivent le mouvement en larguant d’un filet continu, leurs spermatozoïdes. Particularité chez les Bivalves, les huîtres plates ont une fécondation interne : l'huître femelle émet ses gamètes en interne dans sa cavité palléale, tandis que le mâle répand sa laitance dans l'eau où la femelle, en la filtrant, les récolte. Après une période d'incubation qui dure entre 8 et 10 jours, et dépendant de la température, l'émission finale des larves dans l'environnement se produit. Lors de la gamétogenèse qui a lieu pendant les « mois sans r » (mai, juin, juillet et août, d'où le proverbe « mois sans r, huître amère »), l'huître creuse pleine de son « lait » va répandre dans l'eau ses gamètes. Le « lait » est un fluide contenant le sperme (gamète mâle) et les ovules (gamètes femelle) des huîtres. Il arrive parfois que l'huître fertile conserve son « lait », ses gamètes, toute l'année si les conditions climatiques n'ont pas été favorables (par exemple, un été trop froid), ce qui explique la présence de laitance parfois même en hiver. Les conditions climatiques favorables sont : une eau à bonne température, 21 °C et une eau pas trop salée et donc la proximité d'une rivière.
L'union d'un gamète mâle et d'un gamète femelle forme un œuf microscopique qui va dériver au gré des flots. Chaque huître mère donne naissance à plus d'un million d'œufs par an[réf. nécessaire]. Au bout de vingt jours environ, l'œuf va se fixer sur un support solide et propre.

### Prédation
L'huître a quelques prédateurs naturels parmi lesquels on retrouve l'huîtrier pie, différentes espèces de crabes et de poissons (raies, brèmes, dorades), les étoiles de mer et les bigorneaux perceurs. Elle peut être parasitée, notamment par des térébrants, dont le polydore.
L'huître peut être exposée à divers polluants chimiques (métaux lourds notamment), ainsi qu'à des pathogènes pour elle-même ou pour l'Homme. La question de l'impact éventuel de toxiques perdus par les dépôts de munitions immergées proches de sites de production se pose.
Certaines espèces subissent la concurrence d'espèces introduites avec de possibles pollutions génétiques.

## Histoire évolutive et paléontologie
L'étude des huîtres fossiles montre que de nombreuses espèces ont existé dans le passé et ont, comme leurs descendantes, joué un rôle écologique et trophique important sur les plateaux continentaux, contribuant notamment au cycle du carbone et aux puits de carbone. Les paléontologues retrouvent des accumulations massives de coquilles d'ostréidés, très épaisses (« intérieur » d'un banc ou récif constitué d'huîtres) ou en couches bidimensionnelles lorsqu'elles couvraient le sédiment. Diverses espèces ont occupé une large gamme de niches écologiques, avec des morphotypes adaptés à différents substrats et à des conditions environnementales, climatiques et édaphiques variant selon la salinité, la turbidité, l'oxygénation, le courant, la saison, la bathymétrie, etc.
L'origine des huîtres a depuis longtemps attiré l'attention des paléontologues qui ont proposé comme ancêtre le groupe fossile des Pseudomonotidae des Arcoida, ou des Pterioida. Un des genres d'huître les plus anciens, la Gryphée (épibenthique à la valve gauche posée sur un fond meuble, la coquille spiralée étant une adaptation morphologique évitant au Bivalve l'envasement) vit principalement du Trias supérieur au Jurassique, à l'époque des dinosaures. L'ordre Ostreida (à l'origine de la famille des Ostreidae, les « vraies huîtres » comestibles) émerge à la fin du Permien il y a 250 millions d'années, se diversifie au Jurassique (Rastellum) tandis que le genre des huîtres plates Ostrea, reconnaissable à ses valves aplaties à crochet droit et saillant, apparaît au Crétacé il y a 80 millions d'années,.

## Autres bivalves dénommés «huîtres»
D'autres familles de bivalves de l'ordre des Ostreida sont dénommées huître, tels que les Pteriidae, Gryphaeidae...

## Services écosystémiques

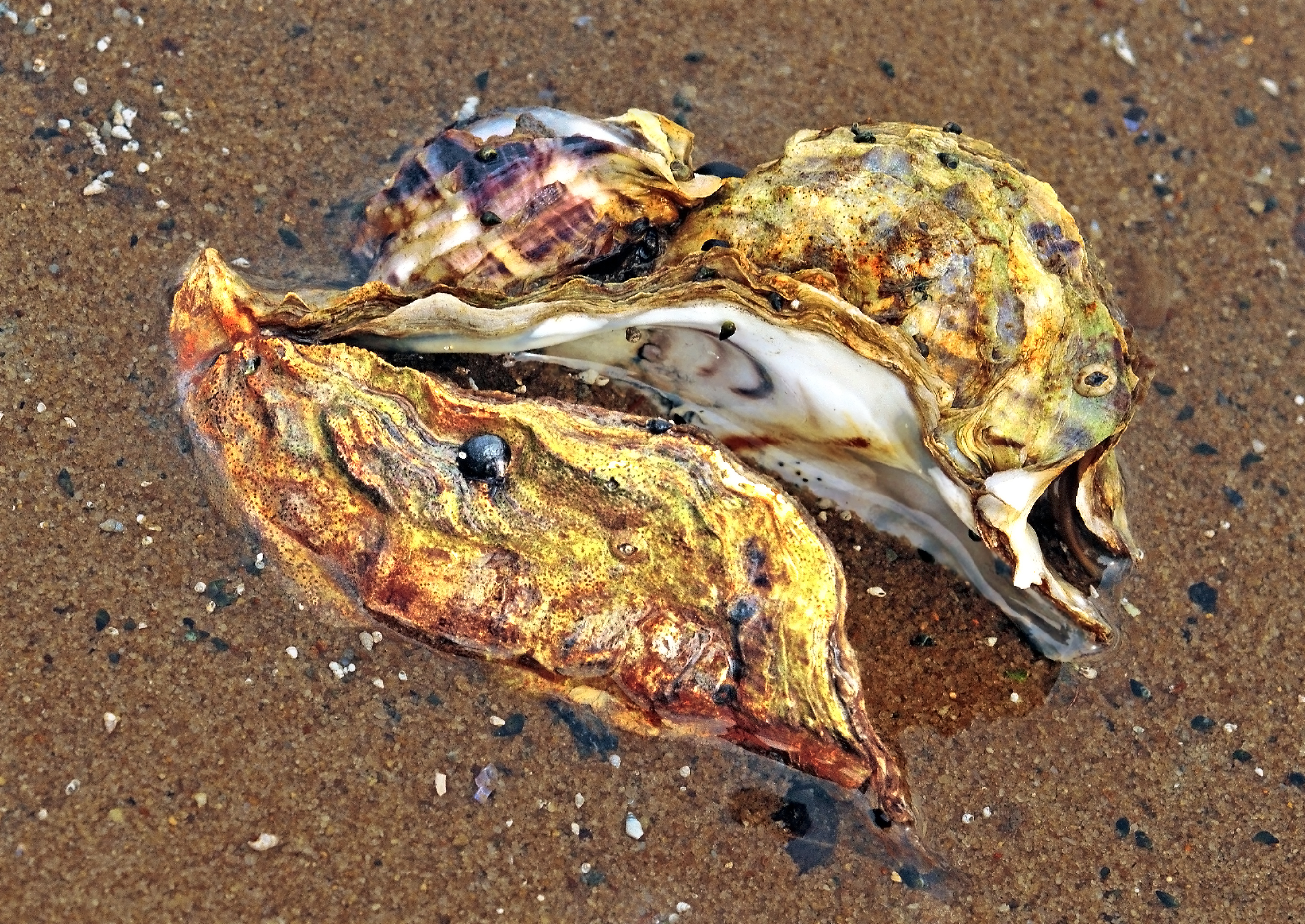
Huître supportant une communauté épibiotique (ascidies, polychètes ou comme ici bigorneau et balanes).

Les huîtres fournissent de nombreux services écosystémiques. Ressources marines, elles sont exploitées pour la pêche et l'aquaculture. Les coquilles ont servi à paver les routes ou de remblais aux fortifications et aux quais des chemins de fer. Les récifs participent à la stabilisation des sédiments, à la protection du trait de côte (défense côtière par l'effet brise-lames),, la séquestration du dioxyde de carbone. La capacité de pompage et de filtration de ces Bivalves qui filtrent en moyenne presque 200 litres d'eau par jour, contribue à la diminution de la turbidité de l'eau, à la réduction des blooms algaires et bactériens, à la dénitrification et à l'amélioration de la qualité sanitaire des eaux. Ce sont des sentinelles écologiques qui alertent sur la sédimentation, la pollution marine  et l'érosion du littoral. Espèces ingénieures, elles ont la capacité, en s'installant sur le fond, de créer des micro-habitats qui hébergent une diversité faunistique et floristique importante (algues, pétoncles, éponges, tuniciers, cnidaires, étoiles de mer, servant même de nurserie pour les seiches). La structure feuilletée des coquilles offre même des nano-habitats, comme celle de l'huître plate qui peut abriter une centaine d'espèces, soit quatre fois plus que les autres substrats durs environnants. Les récifs huîtriers sont ainsi l'équivalent tempéré des récifs coralliens tropicaux. Les huîtres rendent également des services récréatifs et touristiques (fêtes de l'huître, Cité de l'Huître, « Trail de l'huître » à Riec-sur-Bélon depuis 2014, conchylitourisme avec des routes de l'huître dans le Morbihan, en Vendée)…
Les gestionnaires des milieux naturels ont lancé de nombreux projets d'enrichissement coquillier, de semis de naissains et de déploiement de récifs artificiels. L'introduction d'espèces non indigènes dans 73 pays a pu être la cause de déséquilibres profonds (biodiversité, réseau trophique) pouvant entraîner des dommages de toutes sortes aux équilibres écologiques (développement d'espèces envahissantes avec leurs maladies associées).
Depuis le début des années 2010, la baie de New York est l'objet d'un projet de restauration des récifs ostréicoles (en), le « Billion Oyster Project » (« Un milliard d'huîtres » d'ici 2035), impulsé par Fabien Cousteau non pas dans un but gastronomique mais environnemental, les colonies de la baie ayant été décimées par la pêche, la pollution et les maladies,.

## Élevage
Avant l'élevage des huîtres, leurs récifs ont dominé les estuaires du monde entier, alimentant les économies côtières et les civilisations depuis les hommes préhistoriques, comme l'attestent les amas coquilliers anthropiques sur les littoraux.
Les Grecs et les Romains sont très friands de l'huître plate, huître indigène européenne. L'importation à Rome des huîtres des côtes européennes aussi bien atlantiques que méditerranéennes, fait l'affaire des négociants et des transporteurs. Les vestiges archéologiques ne permettent pas de savoir si ces huîtres importées sont pêchées ou élevées à cet effet.

### Ostréiculture

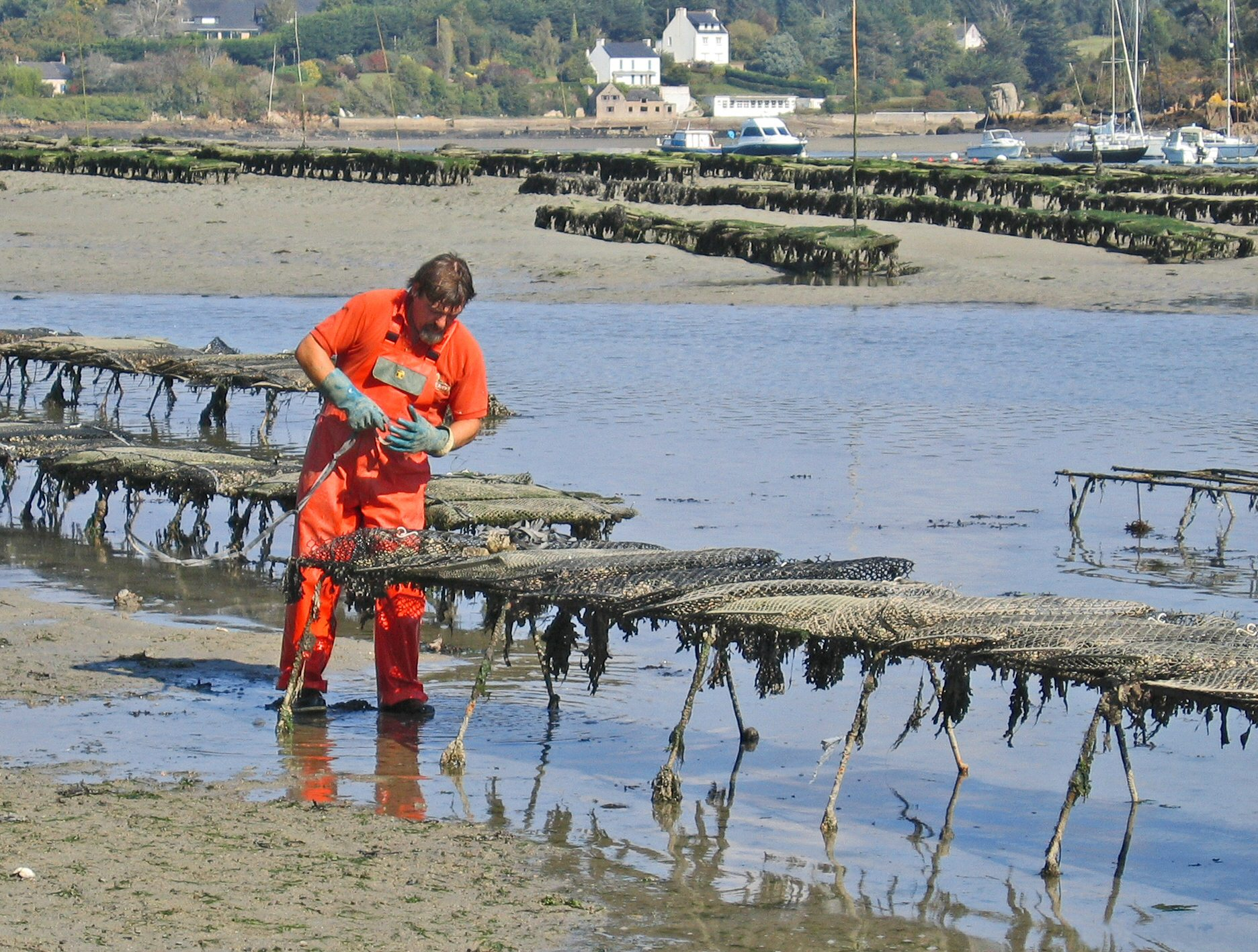
Ostréiculture.

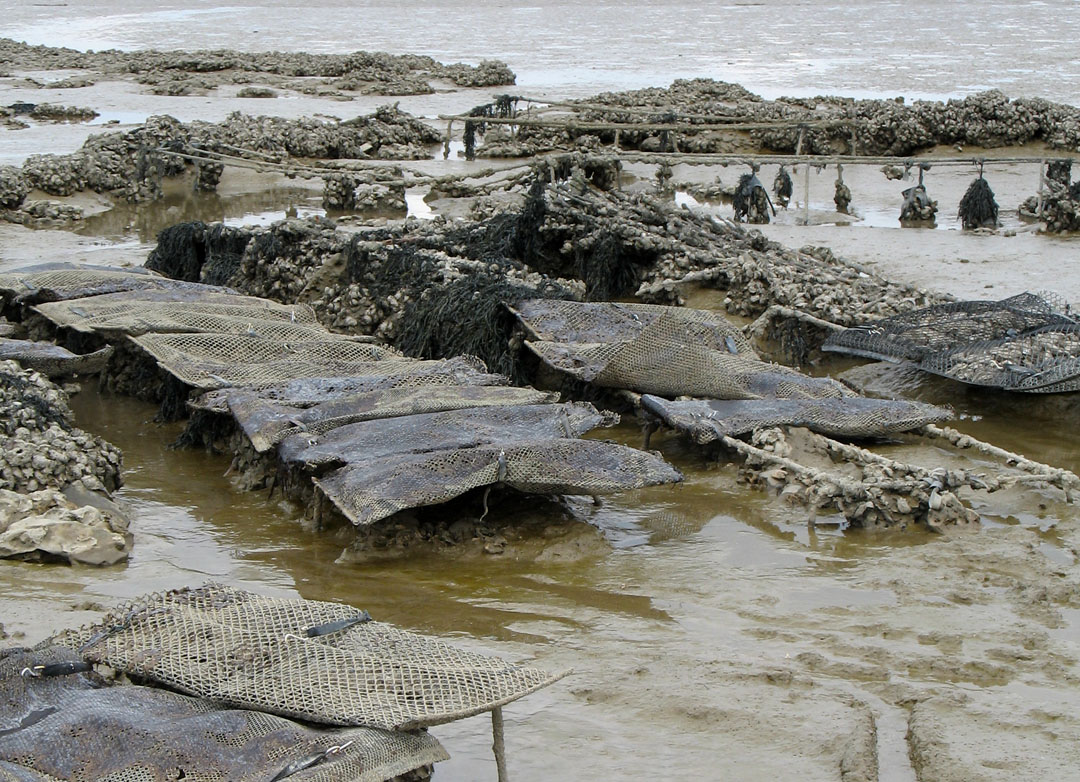
Poches d'huîtres sur une plage de Fouras.

Les prémices de l'ostréiculture existent déjà chez les Romains (les dépotoirs révèlent une consommation particulièrement importante à cette époque) qui, selon Pline l'Ancien, réalisent une technique d'affinage dans des « parcs à huîtres » ou « viviers à huîtres » que désignent le mot latin ostriaria. Les invasions barbares mettent fin à l’ostréiculture qui ne parvient pas à se développer durant le haut Moyen Âge où les gisements suffisent à couvrir la consommation, ne redevenant une activité économique qu'au XIe siècle. Les huîtres se consomment à cette époque décoquillées, sans doute séchées dans le sel, conditionnées dans une saumure ou marinées dans du vinaigre, avant d'être « exportées » vers l'intérieur des terres pour les populations aisées dans les villes. La consommation peut être localement importante, comme l'attestent les buttes coquillières de Granville, Beauvoir-sur-Mer ou Saint-Michel-en-l'Herm qui témoignent de l'activité d'importants ateliers d'écaillage médiévaux destinés à l'alimentation mais aussi à l'exploitation des coquilles pour fortifier les coquilles d'œufs des poules, ou pour la production de chaux ou d'amendements agricoles. À la Renaissance, sa renommée s'accroît encore (l'huître qui se consomme décoquillée et cuite, figure dans de nombreux livres de cuisine), si bien que la facilité de son exploitation et la pêche excessive entraînent probablement l'épuisement de nombreux bancs naturels. Le XVIIe siècle voit le développement des bassins ostréicoles pour répondre à la demande des huîtres consommées écaillées, mais les huîtres restent plus une ressource de subsistance pour les populations littorales qu'une denrée commerciale (surplus limité à une consommation aristocratique et urbaine).
Jusqu'au XIXe siècle, l'ostréiculture consiste dans le dragage des bancs naturels, les huîtres étant, soit livrées directement à la consommation, soit placées dans des parcs situés sur le littoral au voisinage des bancs huîtriers.
L'ostréiculture moderne ne se développe qu'au milieu du XIXe siècle, cet élevage se traduisant en France par la mise au point du captage du naissain et le développement des premiers parcs installés dans la zone de balancement des marées dans les années 1860 à la suite des initiatives du naturaliste Victor Coste.
On dénombre les techniques d'élevage principales suivantes, selon le substrat et les coefficients de marée :
- en suspension sous tables d'élevage (en Méditerranée) ;
- « à plat » : au sol émergent (huîtres semées sur l'estran, puis récoltées par dragage) ;
- en eau profonde (huîtres immergées totalement dans des cages) ;
- en surélevé (huîtres installées dans des poches placées sur une structure — table, cadre ou tréteau — et élevées dans des parcs de l'estran).

On dénombre trois grandes étapes dans l'élevage :
- le captage dans des parcs à collecteurs : les larves (le naissain) se fixent sur des collecteurs : tuile (tuile romaine traditionnelle), bois, ardoise, fer, tubes cannelés ou coupelles en plastique (inférieures à 6 mois) ;
- la culture en poche : on place les huîtres dans des poches en plastique installées sur des tables en fer ; les poches sont régulièrement vidées, les huîtres sont calibrées et remises dans des poches nettoyées ;
- l'affinage : les huîtres adultes sont placées dans des bassins d'affinage dits « claires »[Note 1] dans le but de modifier les qualités organoleptiques, la taille ou la couleur de l'huître ou encore la dureté de la coquille. Elles y prennent une couleur verte grâce à une alimentation composée notamment de navicules bleues, diatomées produisant un pigment dénommé marennine.

Le parc d'affinage est situé en mer, sur la côte ou sur l'estran le plus proche de la côte (aber, ria, fond de baie, anciens marais salants, etc.).
Les huîtres atteignent une taille commerciale en deux ou trois ans, selon le lieu d'élevage et la densité.

### Espèces élevées

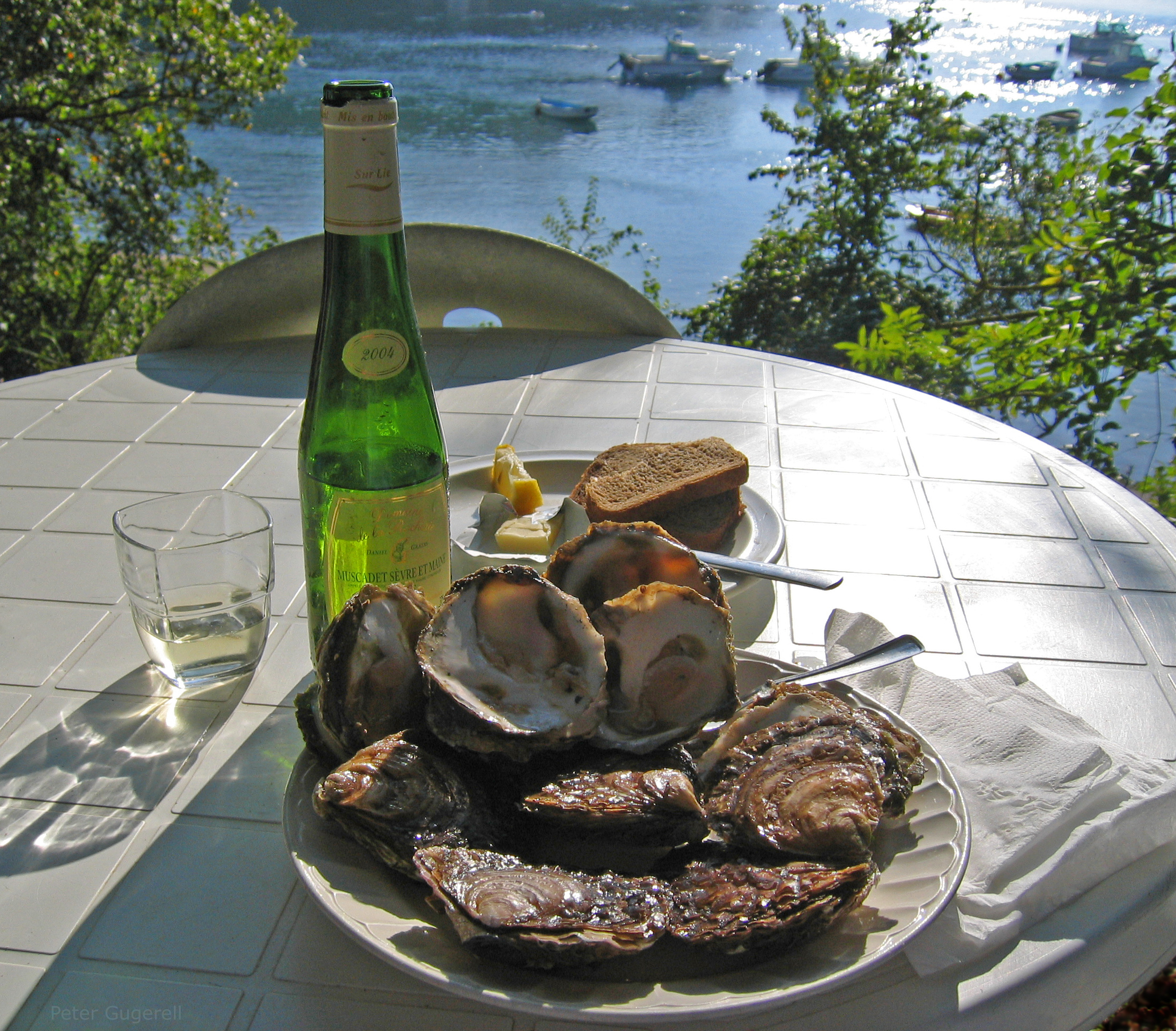
Huîtres belons.

- L'huître indigène et originelle des côtes françaises est Ostrea edulis, l'huître plate, appelée « gravette » sur le bassin d'Arcachon ou « belon » en Bretagne. Elle est aussi présente dans le delta du Rhône. Elle subsiste et est toujours produite, quoique très marginalement. Son déclin est dû à la présence d'un parasite : Bonamia ostreae[52]. La variété « pied-de-cheval » est la plus grosse, pesant 300 grammes en moyenne et pouvant atteindre 1,5 kg.
- La majeure partie de la production en France concerne l'huître creuse Magallana gigas. Des huîtres mères de cette espèce, en provenance du Japon et du Canada (Colombie-Britannique), avaient été acheminées par avion et mises à l'eau avant l'été de 1971 dans le bassin arcachonais après la disparition de l'huître portugaise (« opération Résur », pour (Résur)rection des huîtres d'Arcachon)[Note 2].
- L'huître portugaise Magallana angulata, rejetée dans l'estuaire de la Gironde le 14 mai 1868 par un navire nommé le Morlaisien[Note 3], a aussi été élevée au cours du XXe siècle en France. Une épizootie l'a entièrement décimée dans les années 1970.
- Dans les pays tropicaux de l'Indo-Pacifique on trouve parfois en abondance la petite huître tropicale Saccostrea cucullata, qui est comestible et consommée localement par les amateurs. Son élevage demeure très limité, et elle n'est pas exportée[53].
- Parmi les autres espèces couramment consommées, on note l'huître olympe (Ostrea lurida (en)), ou encore l'huître américaine dite de Virginie (Crassostrea virginica).

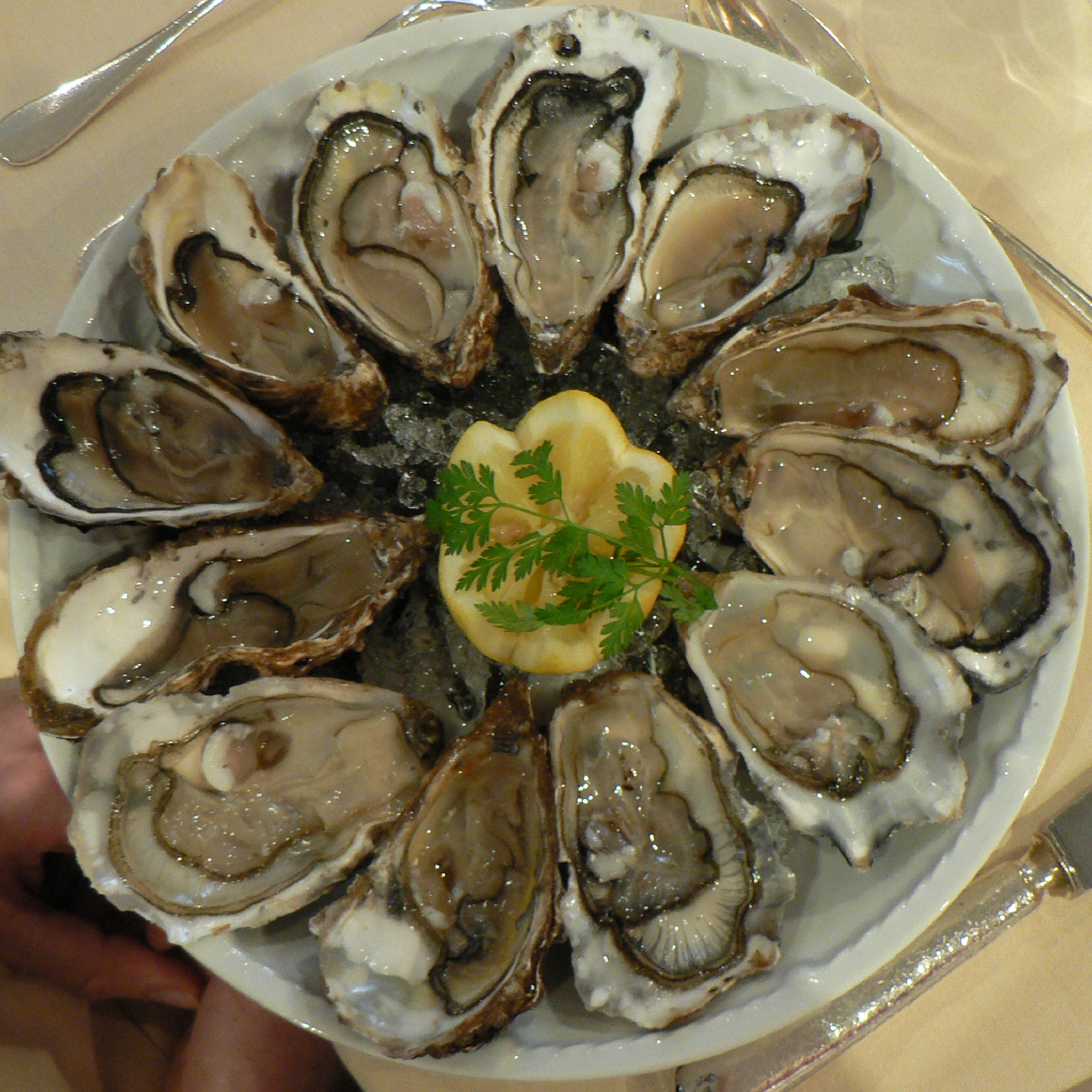
Assiette d'huîtres creuses (ou « japonaises » : Crassostrea gigas).
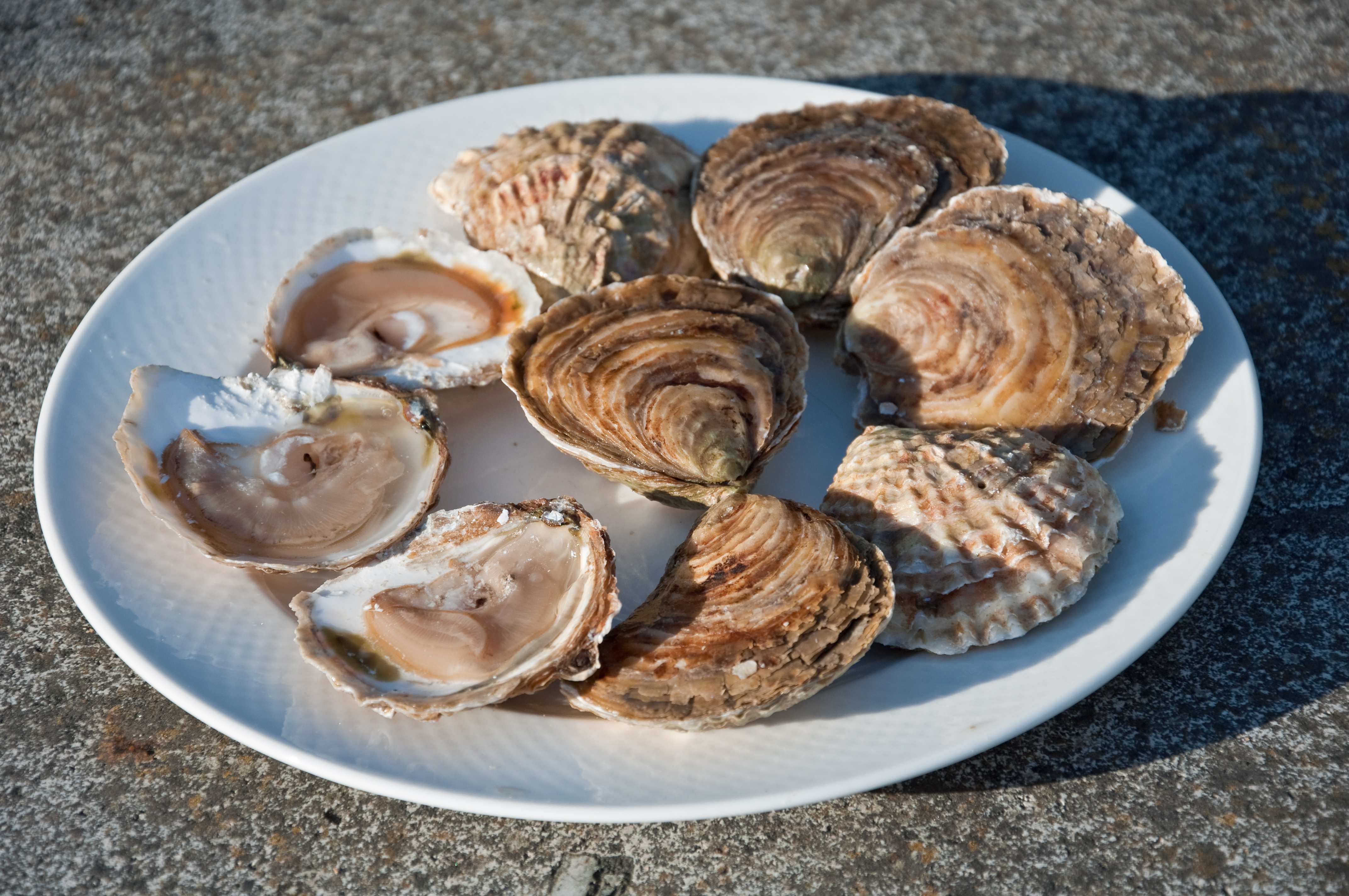
Assiette d'huîtres plates (ou « européennes » : Ostrea edulis).
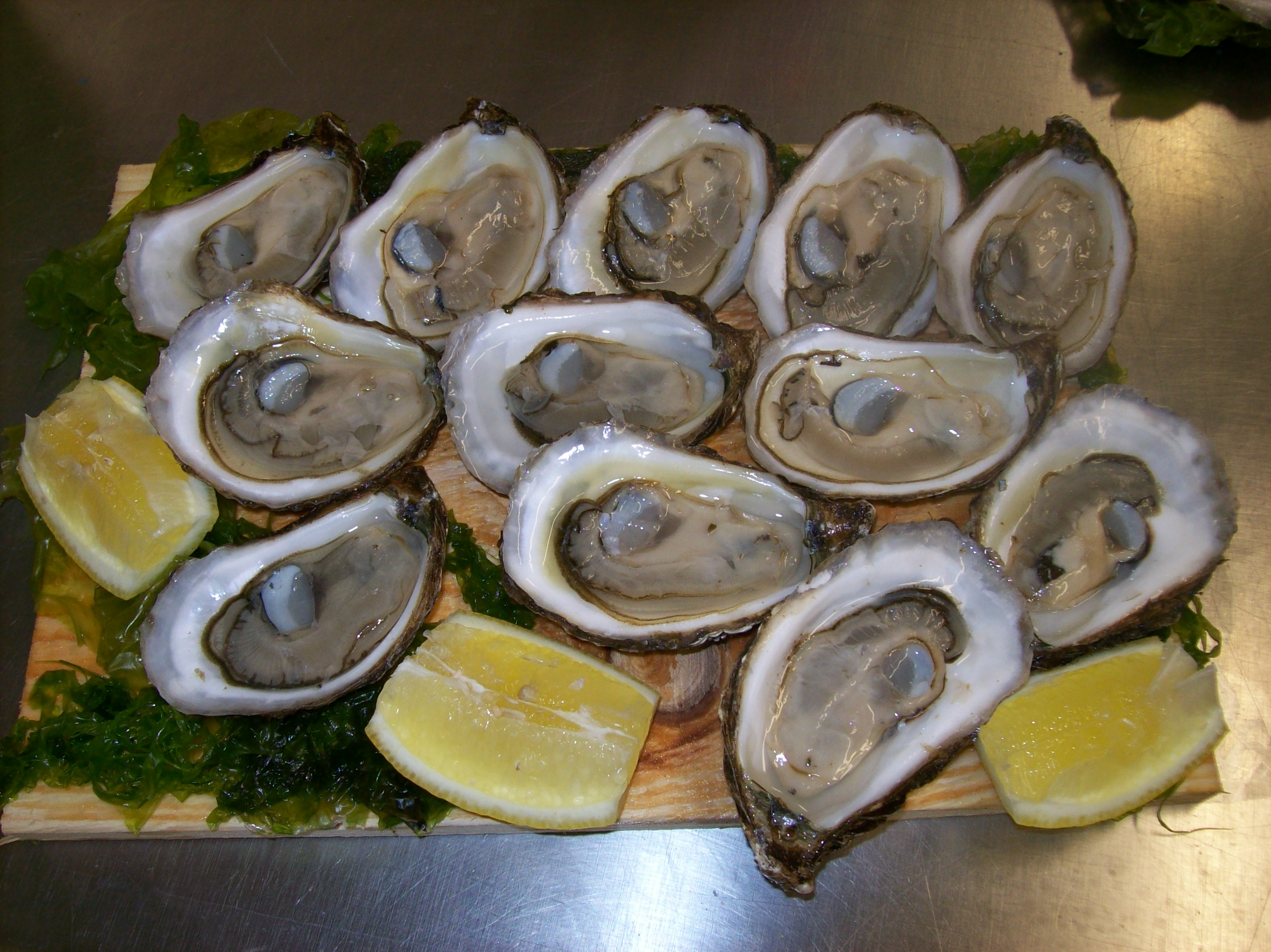
Assiette d'huîtres creuses de Virginie (Crassostrea virginica).
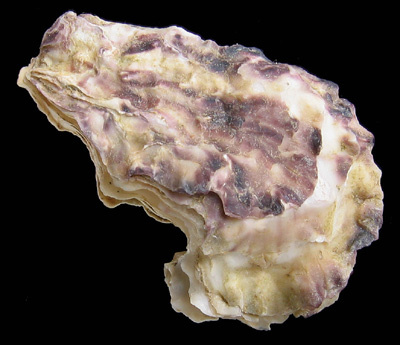
Huître portugaise (Crassostrea angulata).
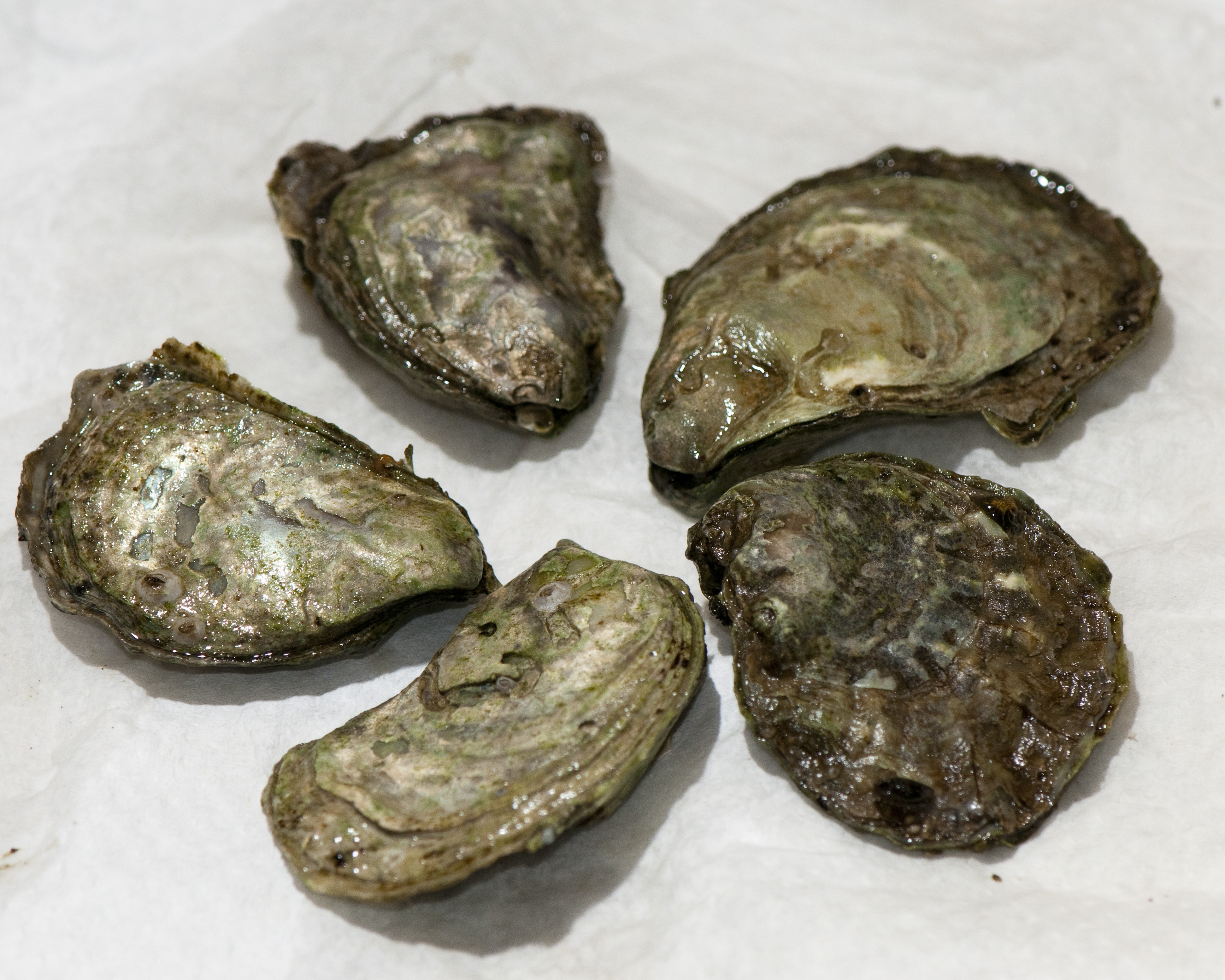
Huîtres olympe (Ostrea lurida (en)).
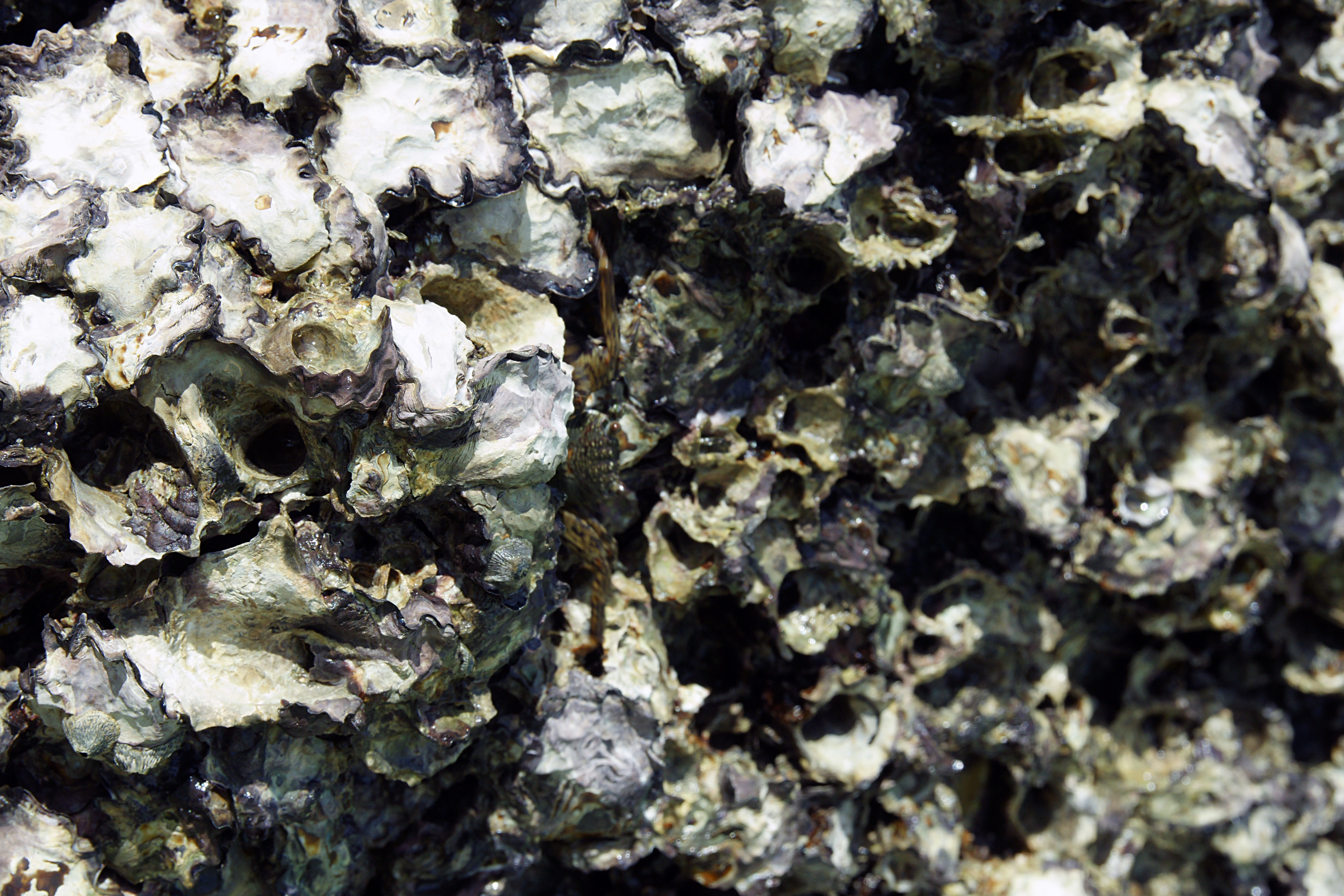
L'huître tropicale Saccostrea cucullata est parfois consommée localement.

### Élevage et production en France
La production française est d'environ 130 000 tonnes par année, dont 98 % environ d'huître creuse (Crassostrea gigas), et 2 % d'huître plate (Ostrea edulis). La France représente l'essentiel de la production européenne (environ 90 %). La Chine est premier producteur mondial avec environ 3,7 millions de tonnes.
Les chiffres de production indiqués ci-dessous sont des chiffres estimatifs communiqués par les comités régionaux de la conchyliculture et rapportés par le Comité national de la conchyliculture.
| Région                | Huîtres creuses | Huîtres plates | Total   |
| --------------------- | --------------- | -------------- | ------- |
| Normandie-Mer du Nord | 25 000          | -              | 25 000  |
| Bretagne Nord         | 21 551          | 14             | 21 565  |
| Bretagne Sud          | 11 000          | 2 400          | 13 400  |
| Pays de la Loire(*)   | 8 000           | -              | 8 000   |
| Poitou-Charentes      | 44 000          | -              | 44 000  |
| Arcachon-Aquitaine    | 8 000           | -              | 8 000   |
| Méditerranée(*)       | 7 600           | -              | 7 600   |
| TOTAL                 | 125 151         | 2 764          | 127 915 |

(*) Chiffres de 2011/2012
L'huître plate est élevée sur les côtes atlantiques (Bretagne) et méditerranéennes. L'huître creuse est élevée à Arcachon, à Marennes-Oléron, en Bretagne, sur l'île de Ré, l'île de Noirmoutier, en Vendée, en Normandie, dans le Languedoc (étang de Thau) et en Corse (étangs d'Urbino et de Diana). Cependant tous les naissains viennent de la côte Atlantique. Les huitres creuses proviennent historiquement de la Baie d'Arcachon et de la Charente-Maritime (mais aussi aujourd'hui de la Baie de Bourgneuf). Les huitres plates proviennent majoritairement de la rade de Brest et baie de Quiberon.

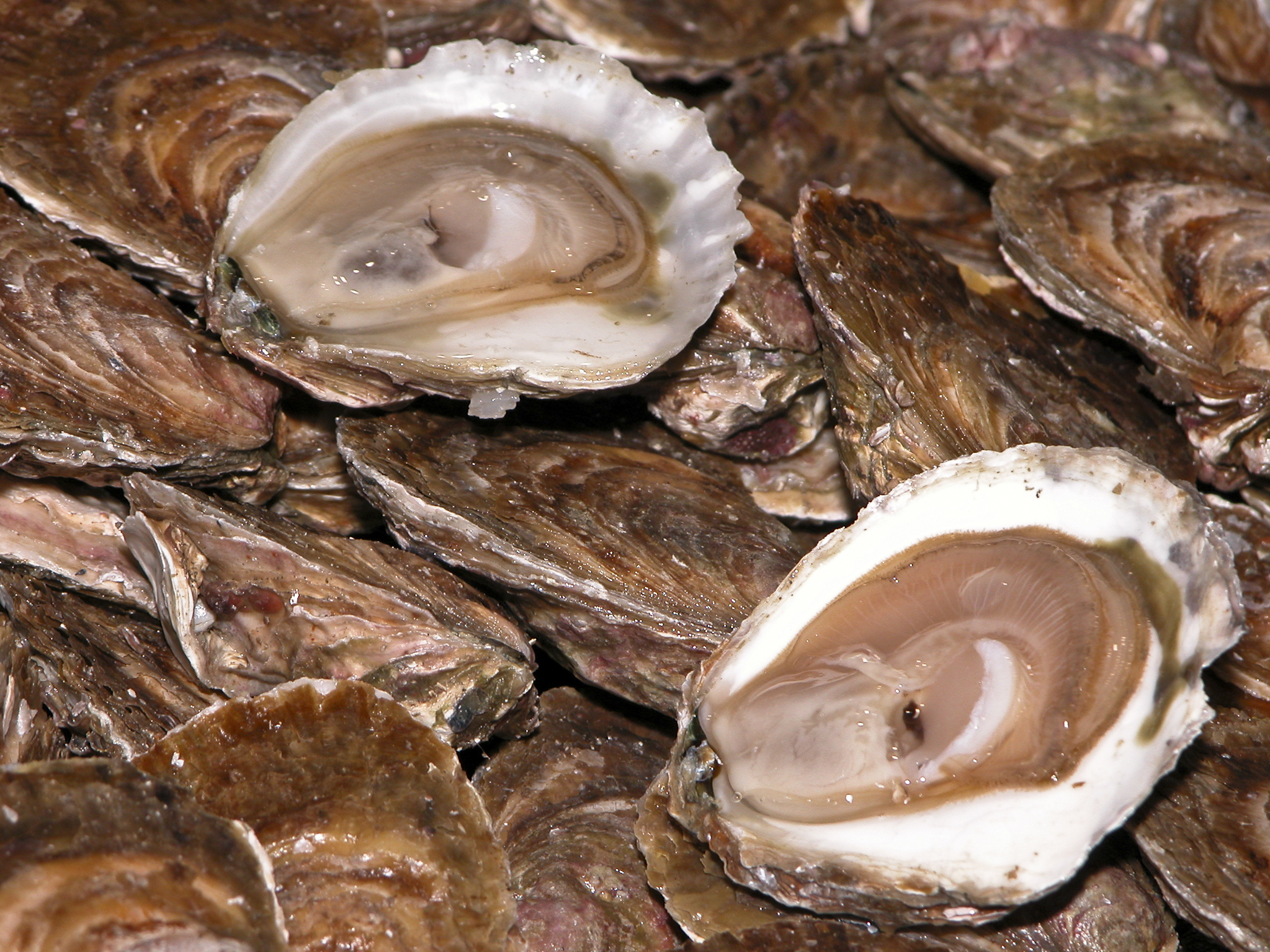
Huîtres plates belons.
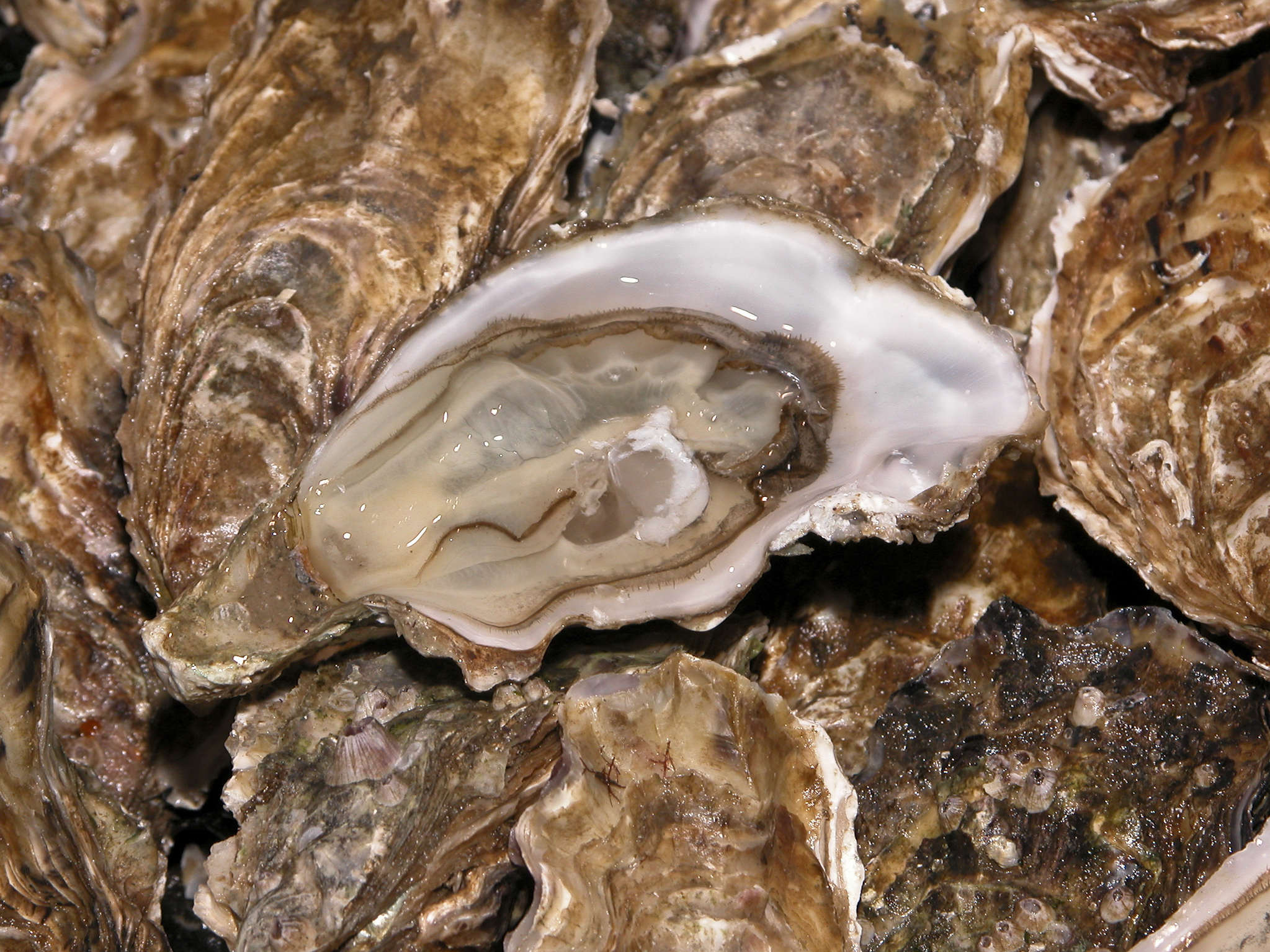
Huîtres de Normandie.
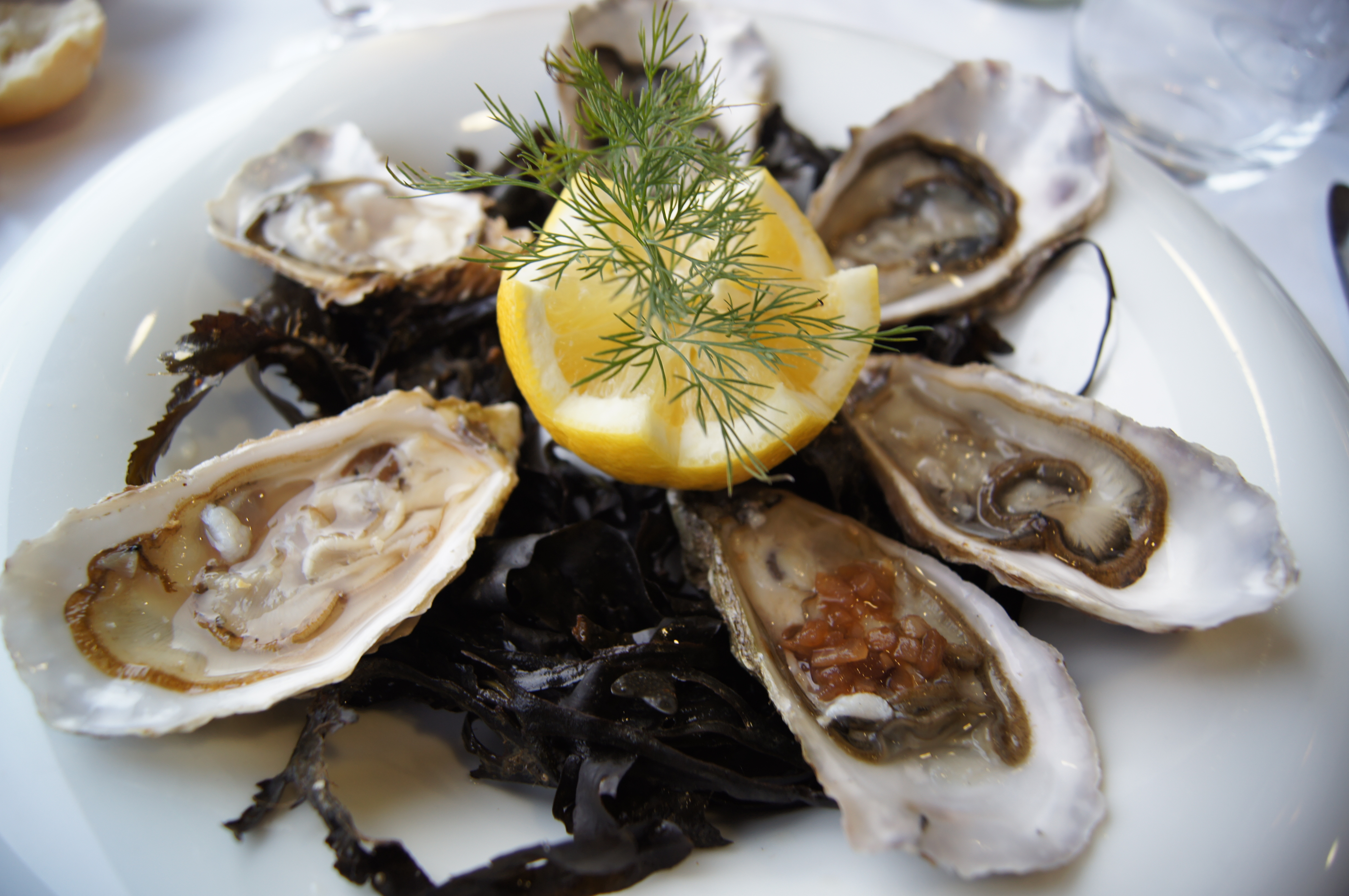
Huîtres de Saint-Germain-sur-Ay.
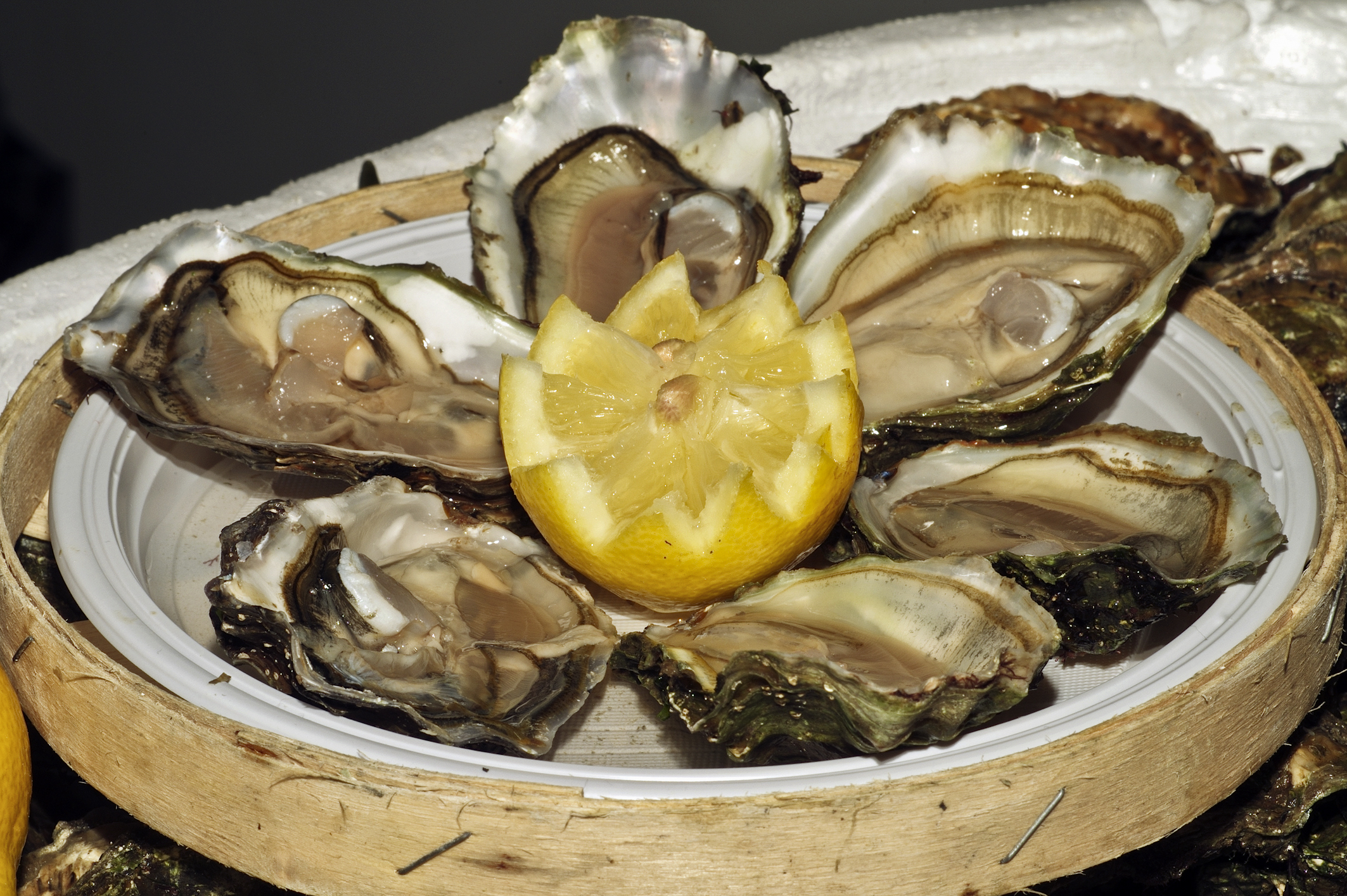
Huîtres de Kerpenhir (golfe du Morbihan).
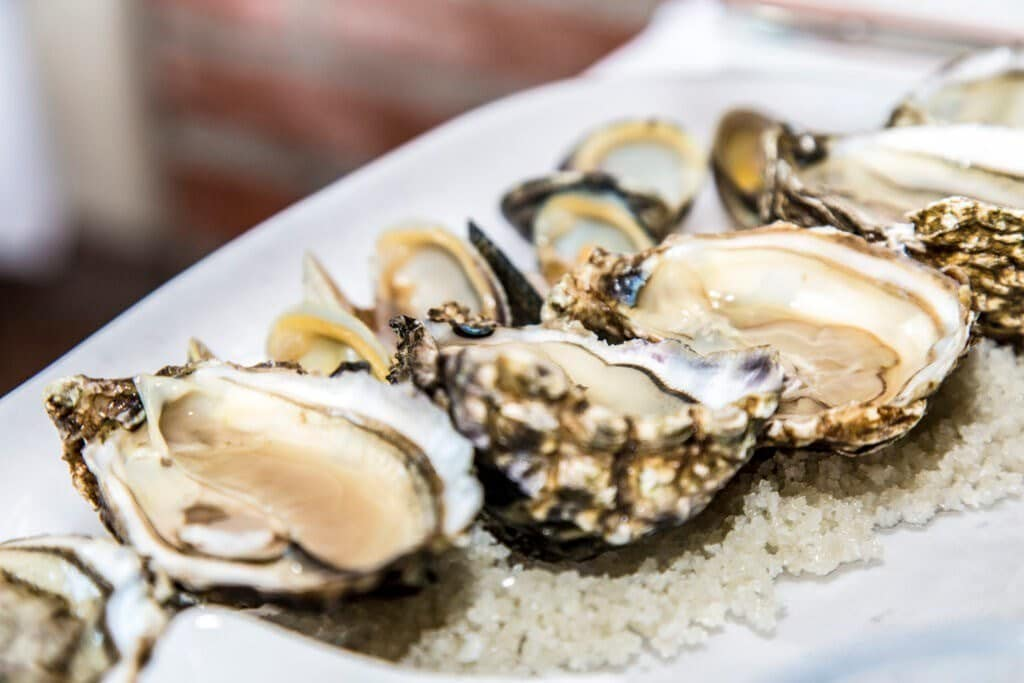
Huîtres de Kercabellec présentées sur un lit de gros sel de Guérande.

L'élevage des huîtres, et spécialement dans l'ostréiculture arcachonnaise, utilise le principe de la tuile chaulée pour le captage du naissain, avant grossissement.
L'élevage des huîtres en Méditerranée se pratique sur table d'élevage en suspension et généralement en immersion permanente. Seule l'entreprise Médithau, dans le bassin de Thau fait subir des exondations pouvant aller jusqu'à plusieurs jours durant tout le cycle de la croissance de l'huître. Ce procédé reproduit le cycle des marées présent en Atlantique.
On maîtrise maintenant la reproduction et l'élevage des larves d'huîtres en écloserie, cette technique garantit l'approvisionnement en naissain, elle cohabite avec le captage du naissain sauvage. Seules les écloseries produisent des huîtres triploïdes. Le captage naturel est surtout localisé dans le bassin d'Arcachon et la région de Marennes-Oléron où la rétention hydrodynamique est forte (milieux protégés des courants et des fortes marées), ce qui favorise la rencontre et la fécondation des gamètes.

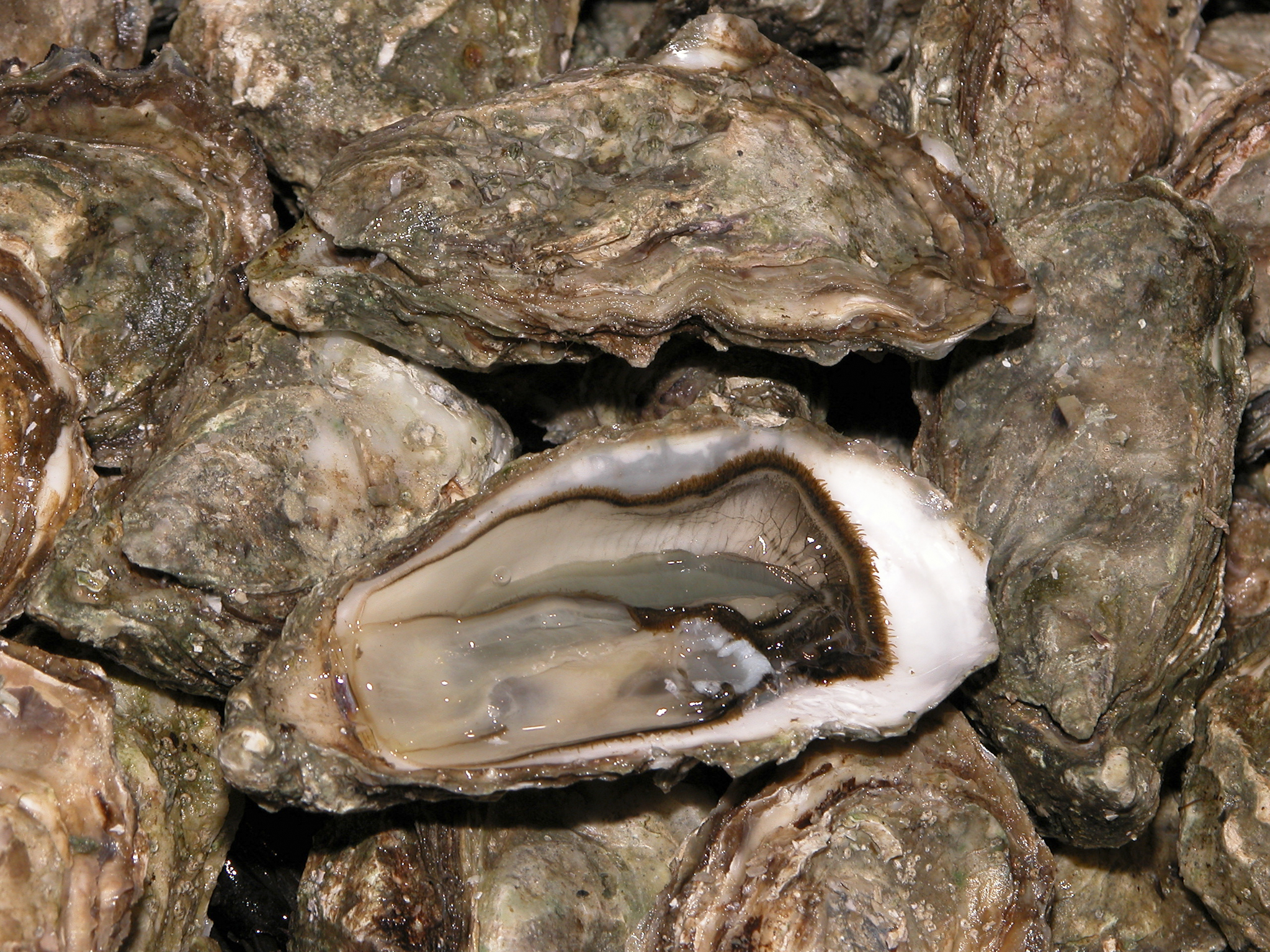
Huîtres de Poitou-Charentes.
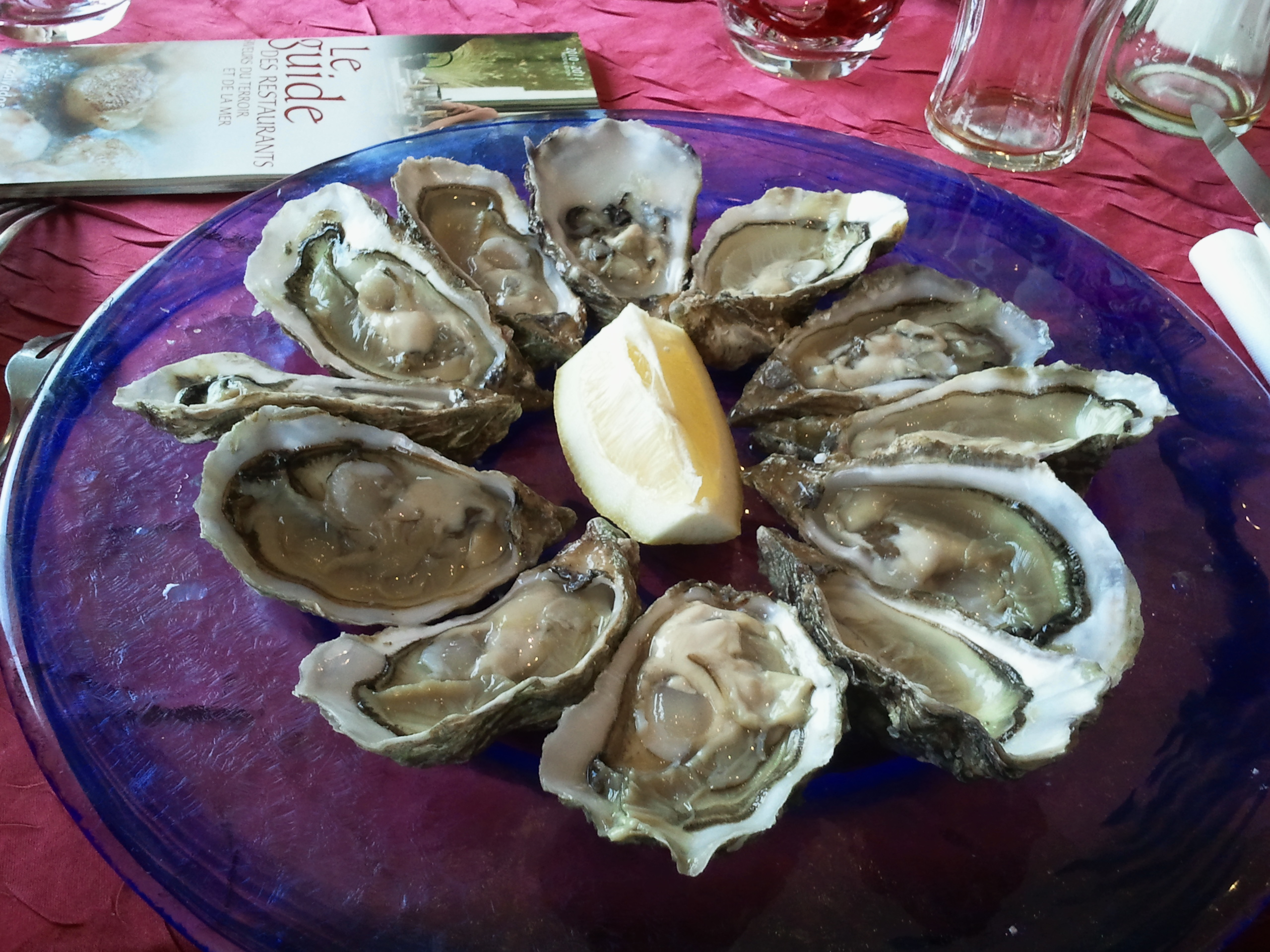
Huîtres d'Arromanches.
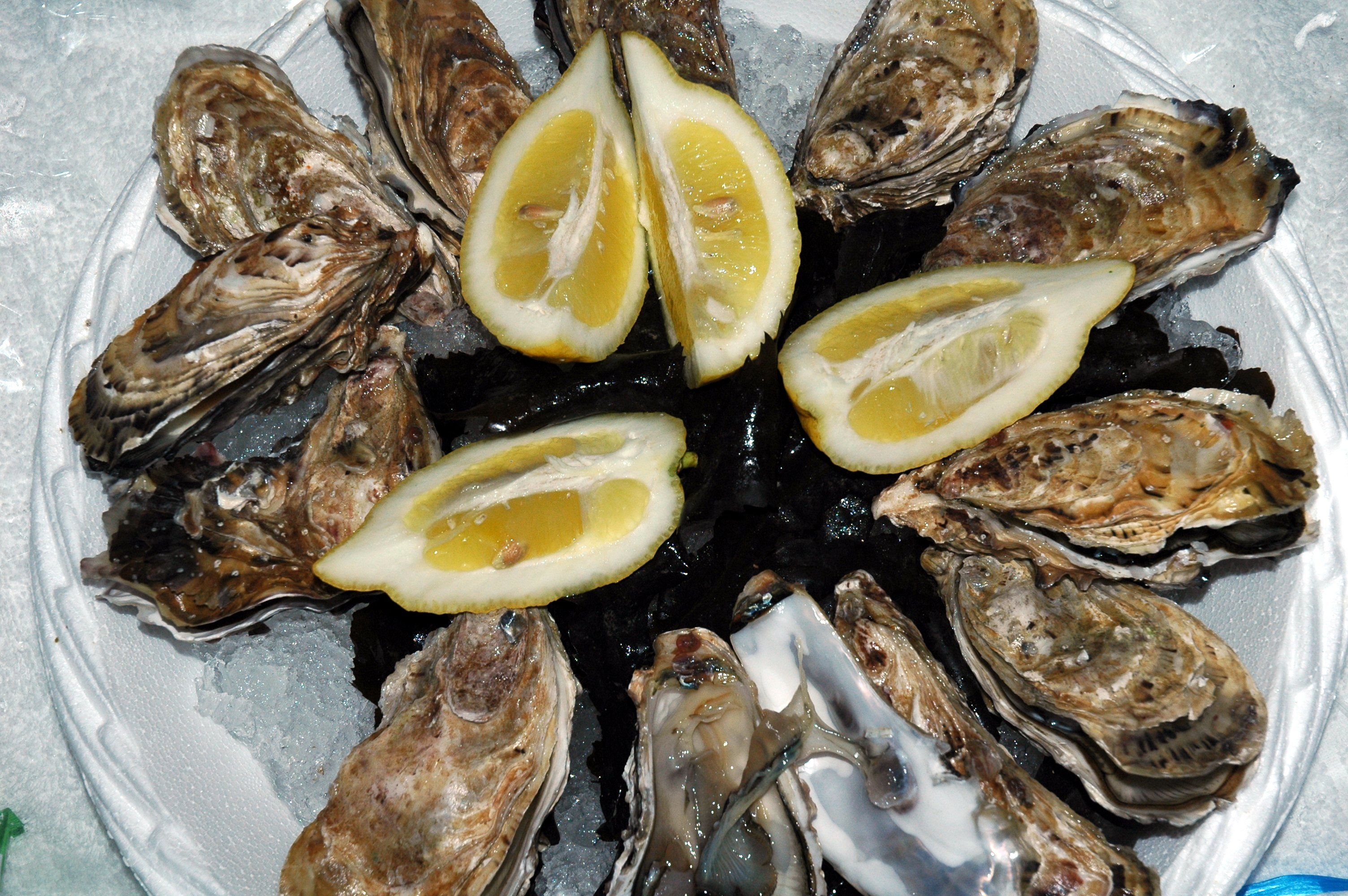
Huîtres de Cancale.
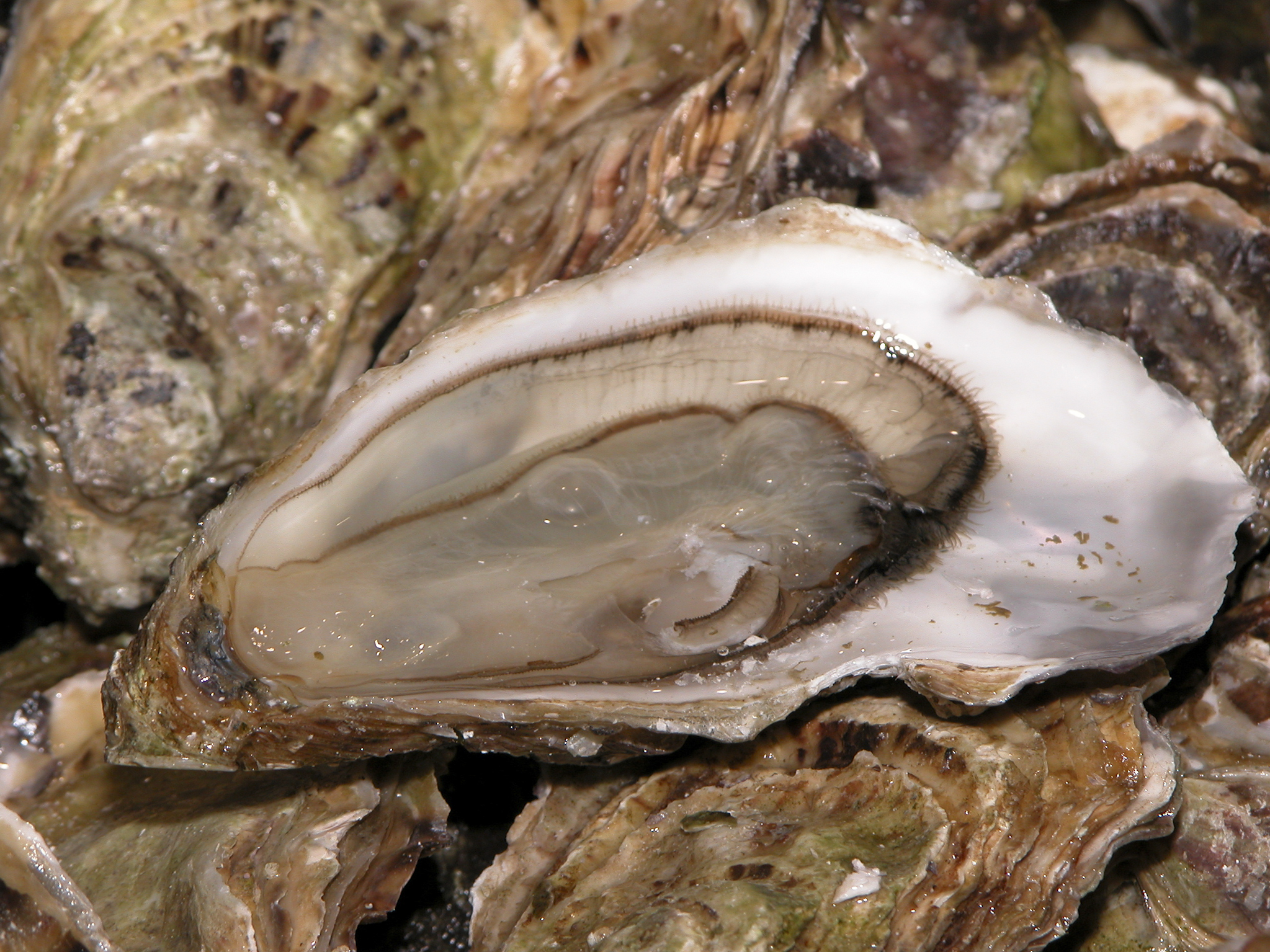
Huîtres du Pays de Loire.
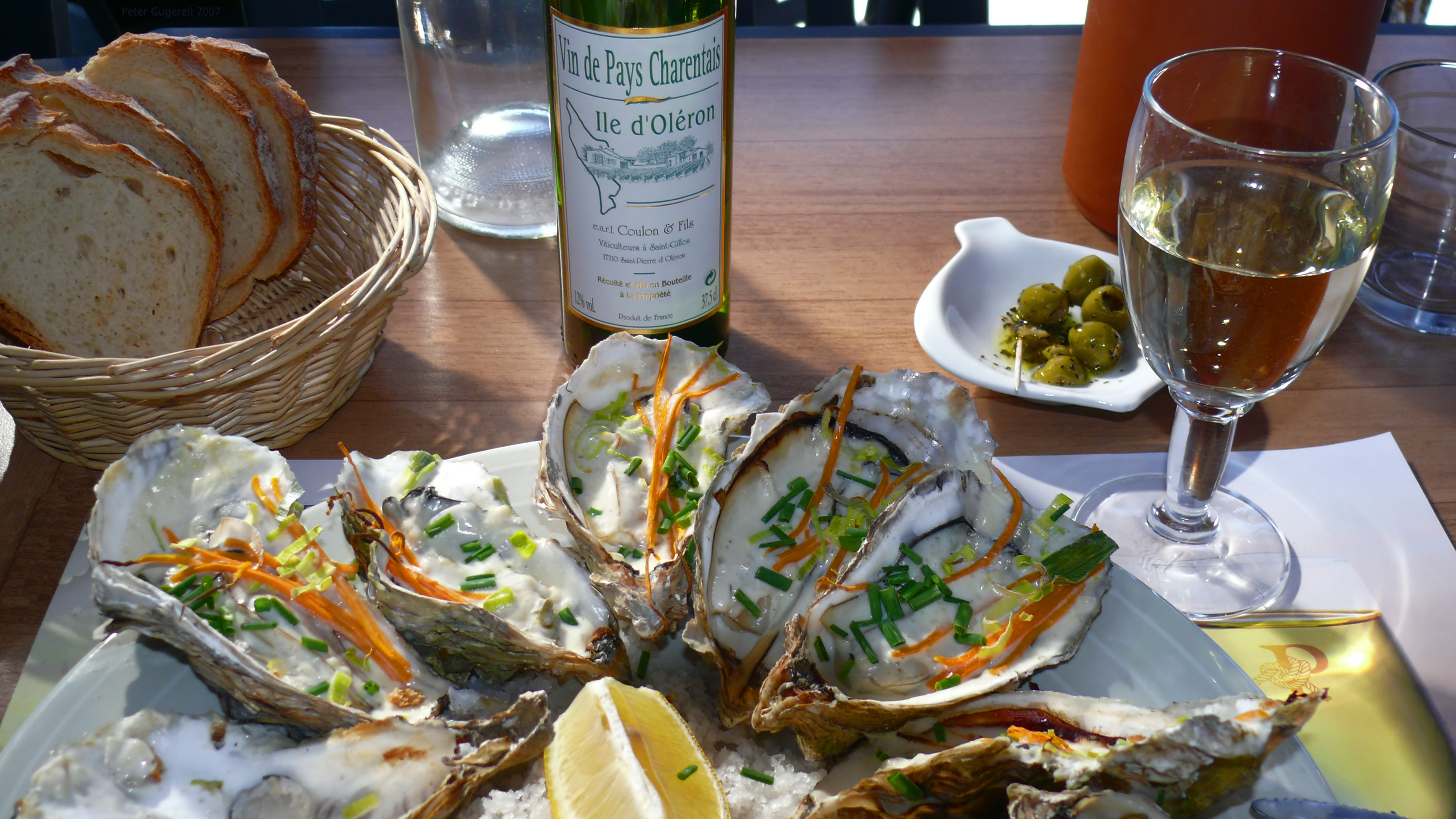
Huîtres de l'île d’Oléron.

Les « claires » sont une spécialité commune de Marennes-Oléron et de la Région Pays de la Loire, elles servent à l'affinage des huîtres, dont le goût et le taux de chair peuvent varier. Du fait de leur ancienneté et de leur meilleure image marketing, les ostréiculteurs de Marennes-Oléron contrôlent l'essentiel de la commercialisation des huîtres de claire en France.
Ainsi, des huîtres nées et élevées en Bretagne, en Normandie, en Méditerranée, voire en Irlande, mais affinées dans les deux derniers mois précédant leur consommation dans les claires de Marennes-Oléron auront droit au qualificatif « affinées à Marennes-Oléron ». Après avoir passé 6 mois dans ce bassin, elles pourront porter l'appellation « Huîtres Marennes-Oléron ».
Les éleveurs d'huîtres sont des ostréiculteurs, ils constituent avec les éleveurs de moules (les mytiliculteurs) l'essentiel des conchyliculteurs (éleveurs de coquillages marins).
Les écaillers sont les professionnels qui ouvrent des huîtres pour les vendre.
La plus grosse huitre d'élevage jamais découverte l'a été en Bretagne, dans le Finistère et pèse 2,22 kg avec 26 cm de long et 13 cm de large.

### Dénominations commerciales

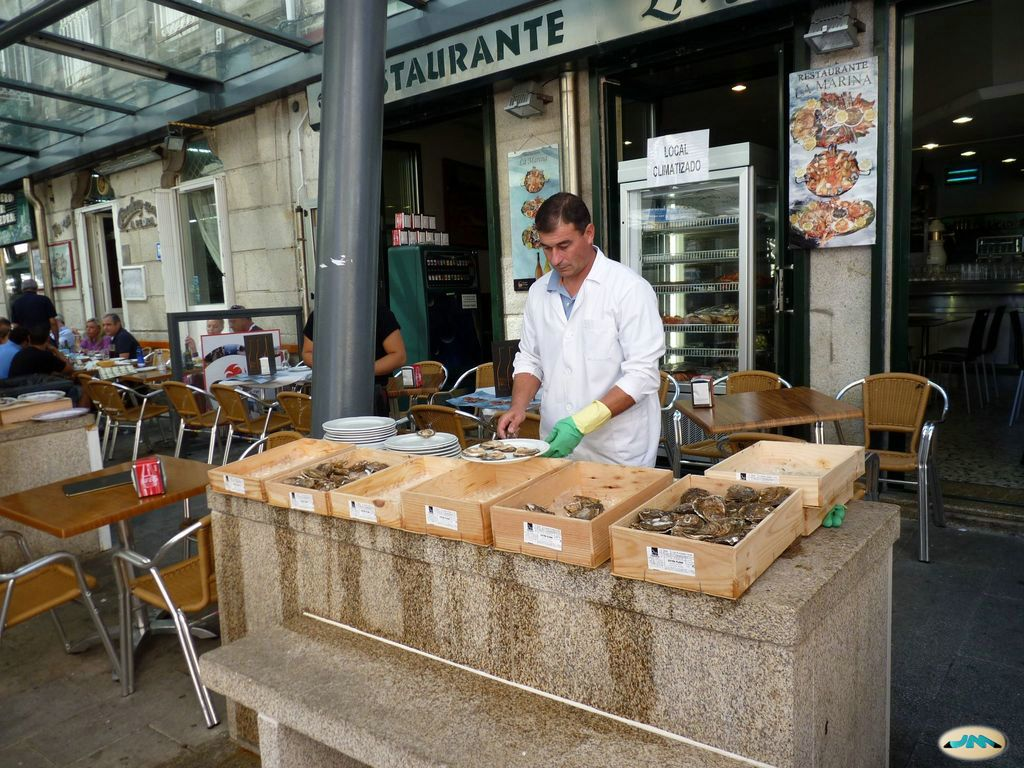
avec son étal et son banc d'écaillage. L'emballage des huîtres (cagette ou bourriche ronde en bois de peuplier) porte une étiquette indiquant la dénomination de vente, le nom ou la raison sociale et l'adresse de l'expéditeur. Plus récemment a été développé un autre emballage en carton recyclable.

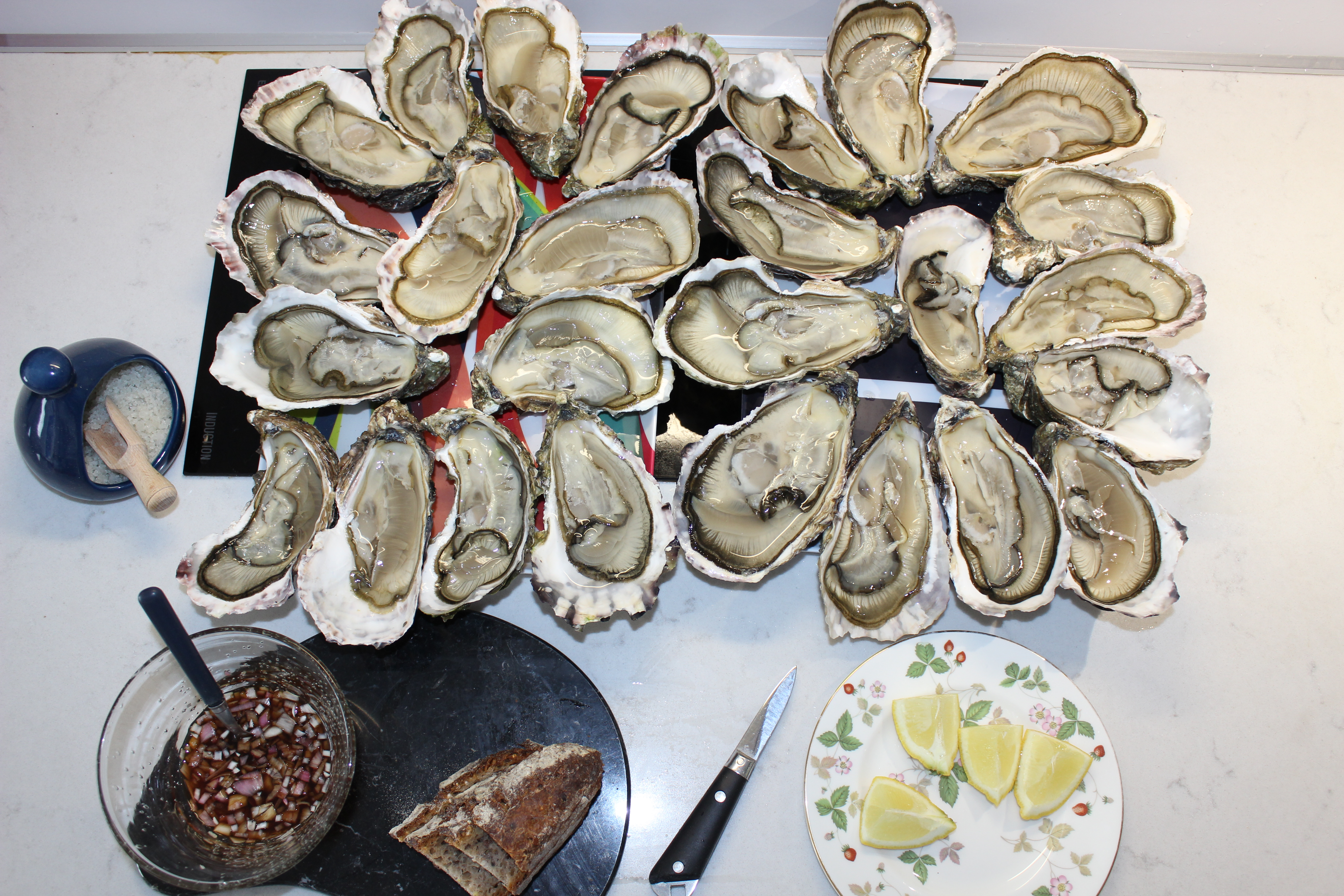
Deux douzaines d’huîtres 0 et 1.

En France, la dénomination des huîtres kg, comme celle de tous les coquillages, est régie en premier lieu par le Règlement 2065/2001.
Pour les huîtres creuses, les mentions complémentaires et les calibres sont définis par un accord interprofessionnel modifié pour la dernière fois en 2017. Ces mentions prennent en compte l'indice de remplissage. Ce dernier est calculé sur la base de 100 fois le rapport de la masse de la chair de 20 huîtres creuses à la masse brute de ces mêmes huîtres.
Calibres (masse moyenne de l'huître) :
- no 5 : 30 à 45 g
- no 4 : 46 à 65 g
- no 3 : 66 à 85 g
- no 2 : 86 à 120 g
- no 1 : 121 à 150 g
- no 0 : au-delà de 151 g

Ainsi, un colis de 15 kg d'huîtres no 1 correspond au moins à 100 huîtres, tandis qu'un colis de même masse d'huîtres no 5 comporte au moins 333 huîtres.
L'accord interprofessionnel modifié pour la dernière fois en 2017 précise qu'il existe également un calibre sans numéro, appelé huitre longue, pour les huitres de masse supérieure ou égale à 30 g et dont l'indice de forme (longueur + épaisseur / largeur) est supérieur à trois. Une bourriche d'huitres longues peut donc contenir des huitres de différentes masses moyennes, donc de différentes tailles.
Mentions complémentaires :
- huîtres fines — huîtres creuses possédant un indice de remplissage compris entre 6,5 et 10,5 ;
- huîtres spéciales — indice supérieur à 10,5 ;
- huîtres fines de claire[Note 1] — huîtres fines affinées au moins 1 mois en claire à une densité de 20 huîtres au mètre carré ; il existe une appellation label rouge, comportant un cahier des charges plus strict et l'obligation d'une coloration verte des branchies de l'huître. Cette coloration provient d'une algue, la navicule bleue, présente dans l'eau des claires et qui, filtrée par l'huître, colore les branchies de cette dernière en vert plus ou moins prononcé ;
- huîtres spéciales de claire — huîtres spéciales affinées 2 mois en claire à une densité de 10 huîtres au mètre carré ;
- huîtres spéciales pousse en claire — huîtres spéciales affinées au moins 4 mois en claire avec une densité de 5 à 10 huîtres au mètre carré.

Pour l'huître plate, il n'existe pas d'accord interprofessionnel concernant le calibrage, mais une règle d'usage professionnelle. Les calibres sont différents :
Calibre/poids de 100 huîtres plates :
- 000 : 10-12 kg
- 00 : 9-10 kg
- 0 : 8 kg
- 1 : 7 kg
- 2 : 6 kg
- 3 : 5 kg
- 4 : 4 kg
- 5 : 3 kg
- 6 : 2 kg

D'autres signes de qualité peuvent encore s'ajouter, comme le Label rouge et les produits IGP, ainsi que des marques commerciales.

### Huîtres triploïdes
Dans les années 1990, une nouvelle variété d'huître creuse fait son apparition sur le marché : l’huître triploïde, créée artificiellement. Cette huître triploïde relève d'une anomalie du développement embryonnaire car elle contient trois jeux de chromosomes au lieu de deux, soit 10 lots de trois chromosomes au lieu de 10 lots de deux chromosomes, une différence génétique obtenue par des chocs chimiques et thermiques. Les huîtres triploïdes sont exclusivement produites en écloserie. Elles se généralisent à partir de 1999, date à laquelle l'Institut français de recherche pour l'exploitation de la mer (Ifremer) met en œuvre, avec les écloseries françaises, une technique développée par l'université américaine Rutgers (l'INRA avait déjà mis au point une technique analogue pour les truites, au début des années 1980,,).
L'objectif initial est de créer des huîtres plus rentables : stériles et incapables de se reproduire, elles poussent en deux ans, au lieu de trois ou quatre ans pour les huîtres sauvages, bénéficiant de l'économie physiologique de la reproduction. En effet, l'énergie utilisée par l'espèce sauvage pour se reproduire est utilisée par l'huître triploïde pour grandir. De plus, ne fabriquant plus d'œufs pour se reproduire, les huîtres triploïdes ne sont donc pas « laiteuses » en été et sont par conséquent commercialisables toute l'année (les huîtres laiteuses étant souvent considérées comme inférieures). Elles présentent ainsi une amélioration majeure sur le plan sanitaire (les huîtres « en lait » se conservent très mal), sur le plan diététique (les huîtres « en lait » sont chargées en lipides contrairement aux huîtres des quatre saisons qui stockent du sucre animal : le glycogène) et sur le plan organoleptique.
Cette innovation provient à la fois de France et des États-Unis. En effet, dans les années 1980, l'huître native de Virginie, Ostrea virginica, est en déclin, fragilisée par les pollutions et les parasites qui se développent dans la baie de Chesapeake. Le généticien Standish Allen met au point une huître triploïde pour assurer une production toute l'année. Développée dans une écloserie (ferme spécialisée dans la production), sa croissance dans un milieu contrôlé doit s'affranchir de la pollution et des maladies. Il applique aussi cette technique sur l'huître japonaise Crassostrea gigas.
Parallèlement, l'Ifremer invente une huître triploïde. Le laboratoire de Génétique et Pathologie de la station de La Tremblade croise l'huître diploïde femelle sauvage (à deux jeux de chromosomes, qui est l'huître rencontrée dans la nature) et l'huître tétraploïde mâle (à quatre jeux de chromosomes et à fort potentiel reproducteur ; le premier brevet en 1995 utilise, pour obtenir la polyploïdie, l'induction chimique par un produit mutagène au stade embryonnaire sur une huître diploïde ; l'Ifremer rachète un brevet américain en 2004, le brevet Rutgers, puis dépose en 2008 un nouveau brevet en nom propre, qui utilise un inducteur chimique non cancérigène). L'écloserie de La Tremblade fournit l'huître tétraploïde badgée et pucée aux écloseries commerciales depuis le début des années 2000, ces dernières les croisant avec leurs géniteurs diploïdes pour produire du naissain triploïde.
En 2001, l'Agence française de sécurité sanitaire des aliments (AFSSA) n'a émis aucune objection à sa commercialisation, semblant assurée de son innocuité pour les consommateurs,.

Logo de l'association « Ostréiculteur traditionnel »

Ces huîtres triploïdes ont été créées à la suite d'une demande spécifique des ostréiculteurs et peuvent avoir des conséquences sur le patrimoine biologique, leur biodiversité réduite pouvant accentuer leur sensibilité aux maladies, mais les résultats sur les taux de mortalité entre les deux types d'huîtres sont contradictoires. Elles sont accusées de coloniser les milieux naturels et déstabiliser les élevages naturels. Elles posent aussi des problèmes plus éthiques sur les modifications génétiques des aliments et sur la transparence de l'information des consommateurs. Procédé coûteux et complexe, l'huître tétraploïde serait vendue 1 000 euros l'étalon aux écloseries. De plus, l'ostréiculteur devient dépendant des écloseries, celui-ci ne pouvant faire se reproduire ses huîtres.
Constituant une part significative de la production française (30 % en 2008, 50 % en 2014 selon le Syndicat conchylicole national), y compris en haut de gamme, les huîtres triploïdes ne sont pas considérées juridiquement comme des OGM, mais comme des « organismes vivants modifiés » (OVM), si bien qu'au niveau légal, aucune obligation d'étiquetage ni étude préalable ne sont requises. Selon Libération, « on ne parle pas d’organisme génétiquement modifié (OGM), car on n’introduit pas dans l’huître de caractéristique nouvelle qu’elle ne possède pas à l’état naturel. L’huître triploïde est donc un OVM, un organisme vivant modifié ». La Commission européenne déclare : « Les huîtres triploïdes peuvent se trouver à l'état naturel (sic). Il n'y a pas de justification à des mentions obligatoires particulières. Toutefois, les producteurs, sur une base volontaire, peuvent informer les consommateurs sur leurs caractéristiques ». Les huîtres triploïdes peuvent éventuellement être reconnues grâce à leur talon relativement plus relevé (charnière qui se retourne sur elle-même) et à la forme ventrue de la coquille. Cependant il existe une grande variabilité morphologique chez l'huître creuse, en particulier selon la méthode d'élevage. Des ostréiculteurs anti-triploïdes, regroupés notamment dans l’association « Ostréiculteur traditionnel » ou sous le Comité national de la conchyliculture, revendiquent l'authenticité de leurs huîtres naturelles, cherchant à développer des appellations contrôlées et apposer la mention « nées et élevées en mer » sur leurs produits.

### Mortalité
Depuis 2007, on constaterait une mortalité anormale des huîtres qui se développent dans les eaux salines [réf. nécessaire]. L'une des origines de cette surmortalité serait l'acidification des océans, qui absorbent 22 millions de tonnes de CO2 par jour. Cette acidification du milieu rendant les coquilles des larves moins solides et plus vulnérables.
Depuis 2008 on constate également une mortalité anormale des huîtres sur le littoral français, en particulier des juvéniles. La surmortalité touche plus particulièrement les zones de production atlantiques. L'Ifremer a rendu un rapport attribuant cette mortalité au virus OsHV-1 (ia).

### Usages

#### Consommation

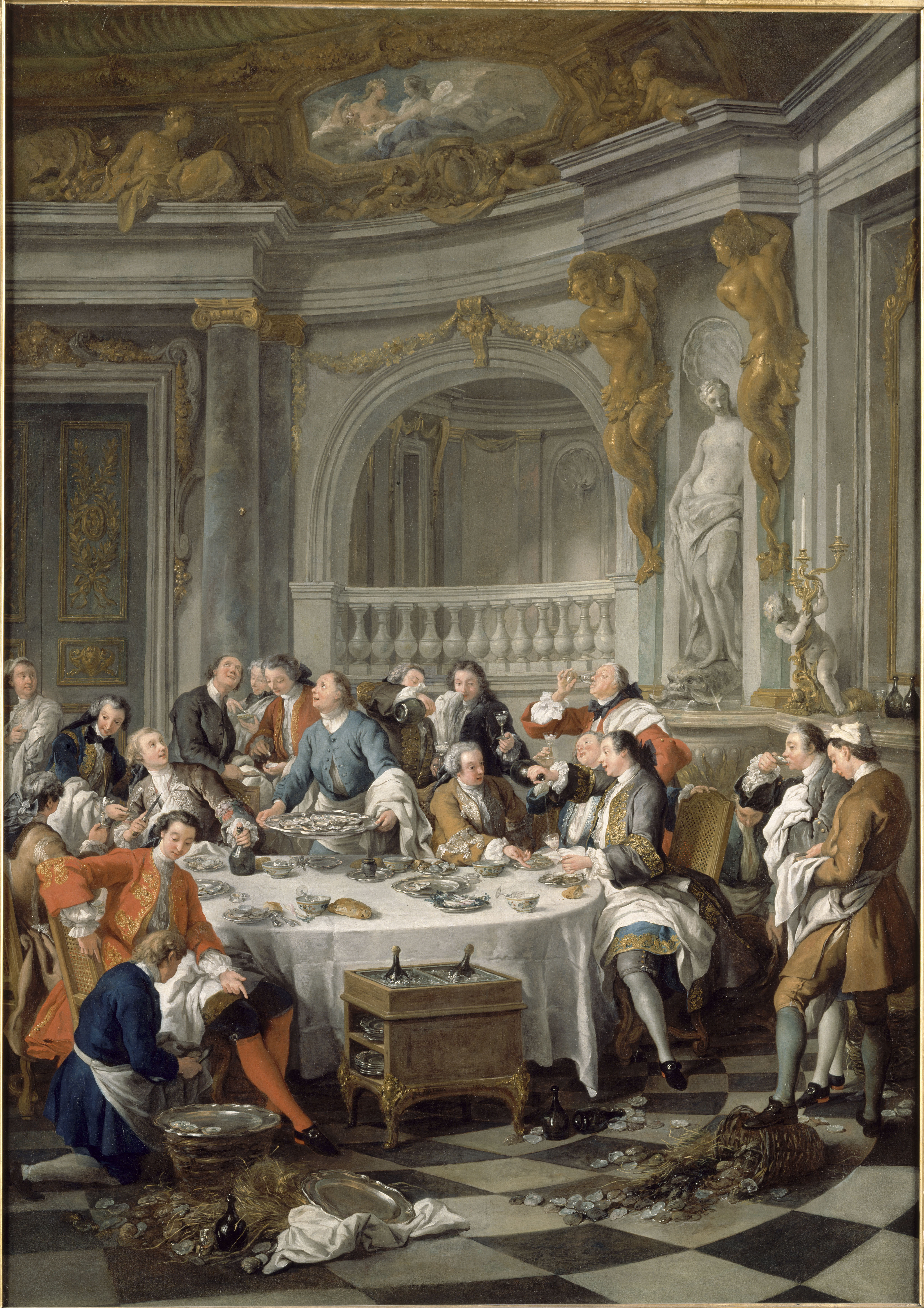
Le Déjeuner d'huîtres (et de champagne) du roi Louis XV au château de Versailles, tableau de Jean-François de Troy (1735). La consommation d'huîtres crues ne devient une mode gastronomique en France qu'au XVIIIe siècle. Auparavant, l'huître fraîche et vivante, perçue comme une denrée plus nocive que les autres comestibles, est consommée cuisinée (cuite).

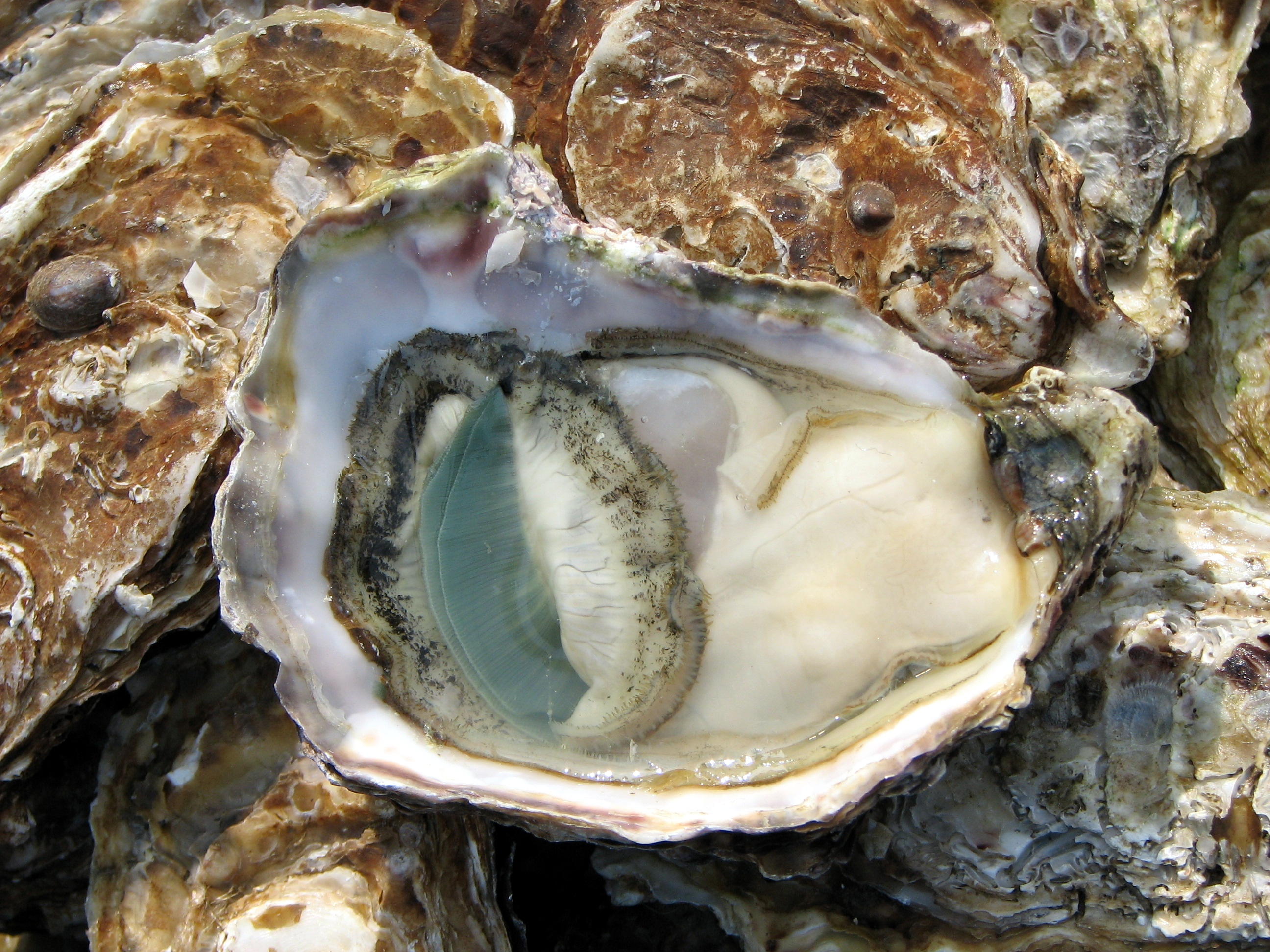
Huître ouverte sur un étal.

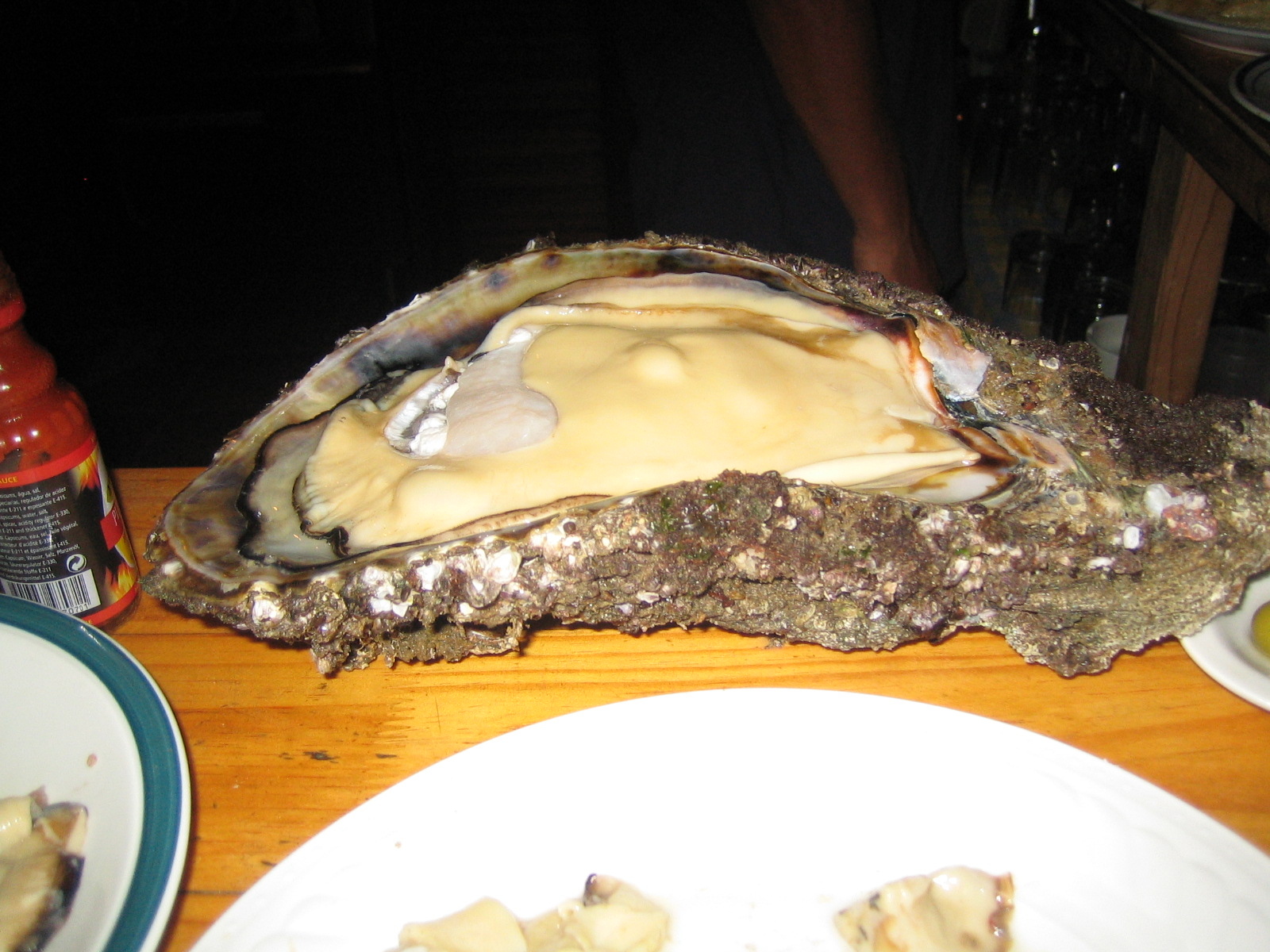
Huître géante en Angola.

Les huîtres sont très prisées sur le plan gastronomique, et semblent consommées en abondance depuis le paléolithique, qui nous a laissé d'importants gisements fossiles. Mets particulièrement apprécié des souverains depuis l'Antiquité, les huîtres font l'objet d'une large consommation (et donc d'un élevage commercial intensif) en Europe surtout depuis le XVIIIe siècle en France et en Italie.
Dans les trois premiers jours suivant leur date de conditionnement, elles gardent une forte saveur saline. Leur optimum de saveur est entre le 4e et 9e jour car elles ont eu le temps de se régénérer.
En France en 2013, 50 % de la production annuelle reste écoulée durant la période des fêtes de fin d'année, le marché français de cette « perle » des coquillages se caractérisant surtout par cette saisonnalité. Les huîtres y représentent 11 % des coquillages achetés, derrière les moules (67 %) et les coquilles Saint Jacques (18 %). Les Français sont les premiers consommateurs au monde d'huîtres fraîches, avec deux kilogrammes par an et par habitant.
L'ouverture est difficile, et entraine des accidents domestiques. De nombreuses inventions sont tentées chaque année pour en faciliter l'ouverture, dont la plus simple consiste à placer les huîtres au four à micro-ondes une à deux minutes[réf. nécessaire]. Elles seront alors chaudes ou tièdes et risquent d'en mourir, mais leur qualité nutritive n'est pas affectée.
Les huîtres peuvent être dégustées crues vivantes ou cuisinées. Elles doivent être conservées au frais, stockées à plat, et consommées dans les dix jours suivant leur sortie de l'eau. Au-delà, elles peuvent provoquer de sérieuses intoxications alimentaires. Elles ne se gobent pas mais se mâchent.
Les huîtres peuvent donner lieu à des troubles digestifs pour plusieurs raisons :
- elles peuvent contenir trop de bactéries, dont éventuellement E. coli ;
- elles peuvent contenir des virus entériques[96] ;
- elles peuvent avoir filtré de l'eau contenant des micro-algues toxiques, dont l'origine est souvent la pollution de l'eau des bassins d'élevage par un excès de nitrates, particulièrement en période estivale près des embouchures des fleuves et rivières, et avec un marnage plus faible des marées. Les huîtres ont alors concentré ces toxines - appelées phycotoxines - mais ne sont pas en mauvaise santé.

Un contrôle sanitaire est exercé sur leur production, et les zones d'élevage font l'objet d'une constante surveillance de la qualité de leurs eaux par l'Ifremer. En France, les zones sont classées selon leur qualité (A, B, C et D), les huîtres pouvant être élevées dans les zones A et B, mais finies et expédiées seulement des zones classées A.
Cette pollution « naturelle » des zones d'élevage est réversible si la qualité des eaux s'améliore, car l'huître filtre en permanence cette eau et rejettera les toxines produites par ces algues, qui se dégradent aussi avec le temps. En revanche, les pollutions par les métaux lourds ou polluants pétroliers sont irréversibles (et parfois mortelles sur le naissain), et les coquillages ainsi contaminés doivent être détruits. En France, ce contrôle est dévolu aux services vétérinaires, il est particulièrement strict au plan phytosanitaire sur les bassins d'affinage, qui sont très protégés et surveillés.
Crue, l'huître est souvent dégustée nature. Un usage consiste à l'arroser de quelques gouttes de jus de citron ou de vinaigre d'échalote ; cette pratique se justifiait en particulier lorsque l'on avait un doute sur leur fraicheur, l'animal se rétractant au contact du citron ou du vinaigre. Elle fait très souvent partie des plateaux de fruits de mer.
Dans la gastronomie chinoise, l'huître est l'ingrédient principal de la sauce d'huître (蠔油 háoyóu), condiment couramment utilisé, surtout dans la cuisine du sud de la Chine. Elles peuvent aussi servir de garniture à une omelette (蚵仔煎, « ô-á-chian »).

##### Apports alimentaires

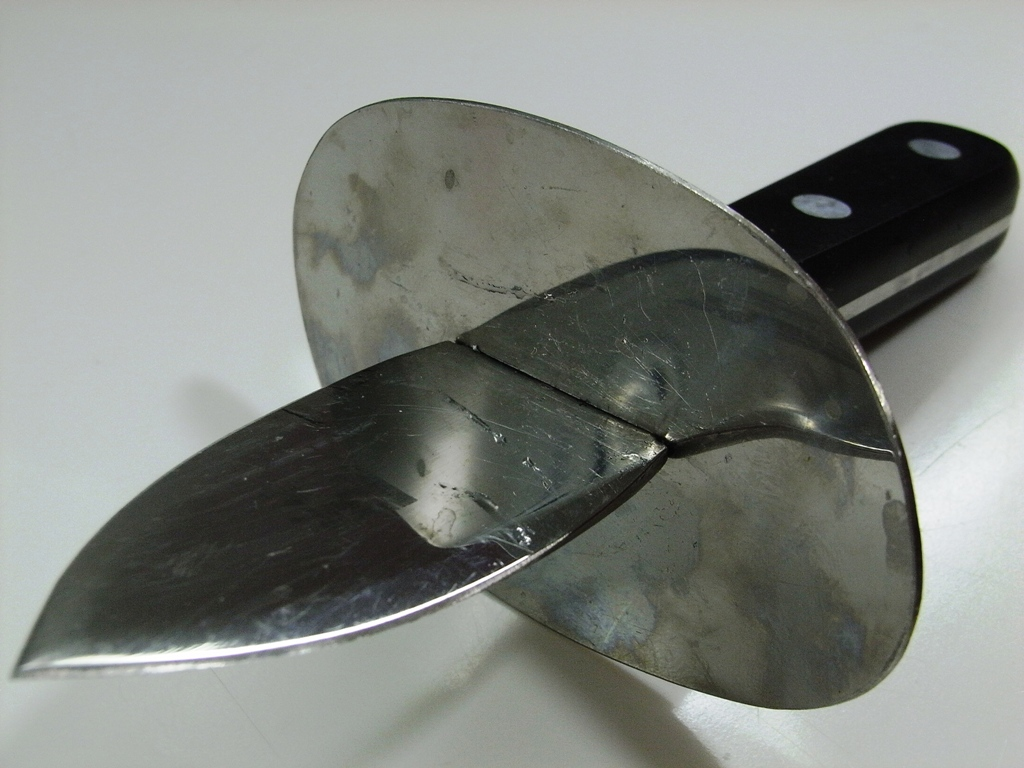
Couteau adapté à l'ouverture des huîtres.

L'huître est très riche en protéines et pauvre en calories (70 kcal/100 g), en graisses, en cholestérol. C'est un aliment de choix en raison de ses apports nutritifs exceptionnels mais rares dans le reste de l'alimentation.
Elle est connue pour sa teneur record en zinc (6,5 mg/100 g) et en iode (0,06 mg/100 g), mais contient aussi un intéressant taux de sélénium (0,06 mg/100 g), de manganèse (1 mg/100 g) et de fer (5,8 mg/100 g). Il faut ajouter à cette liste d'autres oligo-éléments et minéraux tels que le calcium, le magnésium, le potassium, le fluor et le cuivre.
L'huître est naturellement riche en vitamines E, B, D, et dans une moindre mesure en vitamine C (l'apport en vitamine C du jus de citron qui l'accompagne souvent est négligeable). La consommation de l'huître avec le jus de citron a aussi le défaut de détruire presque immédiatement l'essentiel des ressources en vitamine E [réf. nécessaire], contrairement à la consommation nature ou avec le vinaigre de la sauce mignonnette souvent préférée au citron par les gourmets (et les nutritionnistes) en raison de son acidité plus faible[réf. nécessaire]. 

Contrairement aux idées reçues, le citron n'a aucun effet antimicrobien dans un temps court, et il est sans effet sur les toxines éventuellement présentes. Au contraire, ajouté dans l'huître en coquille, il peut augmenter la bioaccessibilité de certains métaux lourds toxiques ou indésirables à forte dose comme le cadmium (Cd), le plomb ou le manganèse (Mn), ou encore le zinc (Zn) que l'huître absorbe en tant qu'animal filtreur, et qu'elle a intégré dans sa coquille en se désintoxiquant lors de sa croissance.
Il est souvent conseillé de ne pas consommer la « première eau » présente dans la coquille à l'ouverture, qui est de toute façon présente en trop grande quantité et contient l'eau d'affinage, parfois un peu de sable désagréable, ou peut être trop salée (dans le cas des huîtres insuffisamment affinées), ou encore contenir un peu de leur eau de lavage (réalisé préalablement à la vente dans une eau légèrement chlorée), ce qui en masque ou dégrade le goût (de plus cette eau a plus de chance de contenir encore les micro-algues vivantes, si leur lavage n'a pas suffi, les toxines produites par ces algues étant à l'origine des désordres digestifs) : une fois ouverte, et vidée de cette eau, l'huître encore vivante exfiltre en une ou deux minutes une eau purifiée suffisante pour apprécier sa consommation et très riche en éléments nutritifs et sels minéraux facilement assimilables.
On sait aussi depuis 2011 que cuire l'huitre rend le cadmium toxique qu'elle contient plus bioaccessible. Une étude a montré que le zeste du citron (comme la pelure de mangue) peut adsorber une partie des métaux toxiques s'ils sont présents sous forme ionique et en solution.
Les huîtres dites « laiteuses » (masse blanche formée par les millions d'œufs) correspondent à leur période de reproduction (mai à août, les fameux mois sans « r ») et contiennent davantage de glucides. Elles sont tout à fait comestibles, même si leur valeur gustative n'est pas autant appréciée de tous. Il en est de même pour les huîtres « ardoisées » (présence de millions de coquilles larvaires qui donnent à la masse des embryons accumulés dans la cavité palléale de l'huître plate une coloration gris-ardoise).

##### Aspects sanitaires
La plupart des coquillages, et en particulier les mollusques bivalves, captent leur nourriture (phytoplancton, débris microscopiques, bactéries…) en filtrant l'eau. Ceci se fait avec une certaine sélectivité : si les nutriments présents dans le milieu ne leur conviennent pas, ils peuvent s'arrêter momentanément de filtrer, ou les rejeter avant absorption sous forme de pseudo-fèces. Après absorption, les éléments indésirables sont soit rejetés avec les fèces, soit assimilés, soit comme pour certains métaux lourds en grande partie fixés dans la coquille où ils sont ainsi provisoirement inertés.
Plusieurs types d'éléments indésirables peuvent être présents dans la chair du coquillage au moment de sa consommation par l'homme :
- des métaux lourds (mercure, plomb et cadmium) : une partie est stockée dans la coquille, mais le reste est difficilement éliminé par le coquillage une fois absorbés à partir de l'eau. Les normes actuelles à respecter sont : 0,5 mg/kg de chair humide pour le mercure, 1 mg/kg pour le cadmium, 1,5 mg/kg pour le plomb (Règlement (CE) 2023/915[105]). Si la zone d'élevage ou de pêche est trop contaminée[Note 7] et ne permet de respecter ces critères, elle est interdite pour cette production[106]. En France, Ifremer publie une cartographie interactive des données de surveillance obligatoire pour les métaux, HAP, PCB, DDT, lindane dans la chair des huîtres et moules[107].
- des bactéries et virus provenant d'une contamination fécale du lieu de pêche ou de production : on peut trouver à la sortie des émissaires des stations d'épuration des villes côtières différents germes susceptibles d'être nuisibles à la santé (Salmonella, virus entérotoxiques…). Pour des raisons pratiques, la bactérie Escherichia coli est recherchée comme germe témoin de cette contamination. La norme à respecter est de 230 E. coli/100 g de chair. Le coquillage a la faculté de se décontaminer naturellement s'il est placé quelques jours dans une eau de mer propre. On met à profit cette faculté par le procédé de purification en bassin, dans les centres d'expédition de coquillages[108].
- du phytoplancton toxique : certaines espèces d'algues planctoniques, faisant partie du régime habituel des mollusques, peuvent produire des toxines (phycotoxines), les plus fréquentes sont des Dinoflagellés tels que :
  - Dinophysis (en), qui est responsable de troubles gastro-intestinaux (DSP en anglais), classiques et bénins la plupart du temps ;
  - Alexandrium tamarense et Pseudo-nitzschia (qui est une Diatomée) responsables de troubles neurotoxiques beaucoup plus graves (PSP et ASP respectivement).

Une surveillance régulière des eaux marines, des blooms planctoniques et des coquillages permet de contrôler l'absence de ces espèces dans le milieu et des toxines dans les denrées. La fermeture préventive des zones de production est la seule possibilité de se garantir de ces intoxications alimentaires.
De plus, les mollusques bivalves vivants sont considérés comme propres à la consommation humaine lorsqu'ils possèdent les caractéristiques organoleptiques liés à la fraîcheur et à la vitalité, en particulier l'absence de souillure de la coquille, la réponse adéquate à la percussion et une quantité normale de liquide intervalvaire.

### Utilisation/valorisation des coquilles
Les coquilles d'huître étaient autrefois broyées et valorisées comme source de calcium notamment à destination des élevages de volailles, pour améliorer la production d'œufs et la croissance des poulets. Le calcium de coquille d'huître était considéré comme hautement bioassimilable, autrement dit présentant une excellente biodisponibilité (assimilé à 76 %, et réputé être une des meilleures sources de calcium biodisponible.), mais les coquilles peuvent aussi avoir accumulé divers métaux lourds.
En tant que sous-produit aquacole et pour leur structure naturellement « feuilletée », après avoir été imprégnées d'aluminium, puis carbonisées, les coquilles ont été testées comme « catalyseur solide » industriel pour la transestérification d'huile de soja.
Biodégradation des coquilles : Elle permet l'intégration dans le sol puis l'assimilation par les plantes, les champignons ou la microflore et microfaune du sol des nutriments (calcium notamment) contenus dans la coquille.
Ces coquilles sont aussi utilisées comme source d'amendement minéral du sol (plus efficacement si préalablement compostées).
Une analyse métagénomique de coquilles d'huître, visant à évaluer la diversité des populations bactériennes trouvées sur ou dans la coquille d'huître selon ses modalités de stockage (température), a montré une forte prédominance (jusqu'à près de 70 %) de bactéries firmicutes (qui pourraient donc être le groupe responsable de la biodégradation des coquilles,.

#### Huîtres perlières

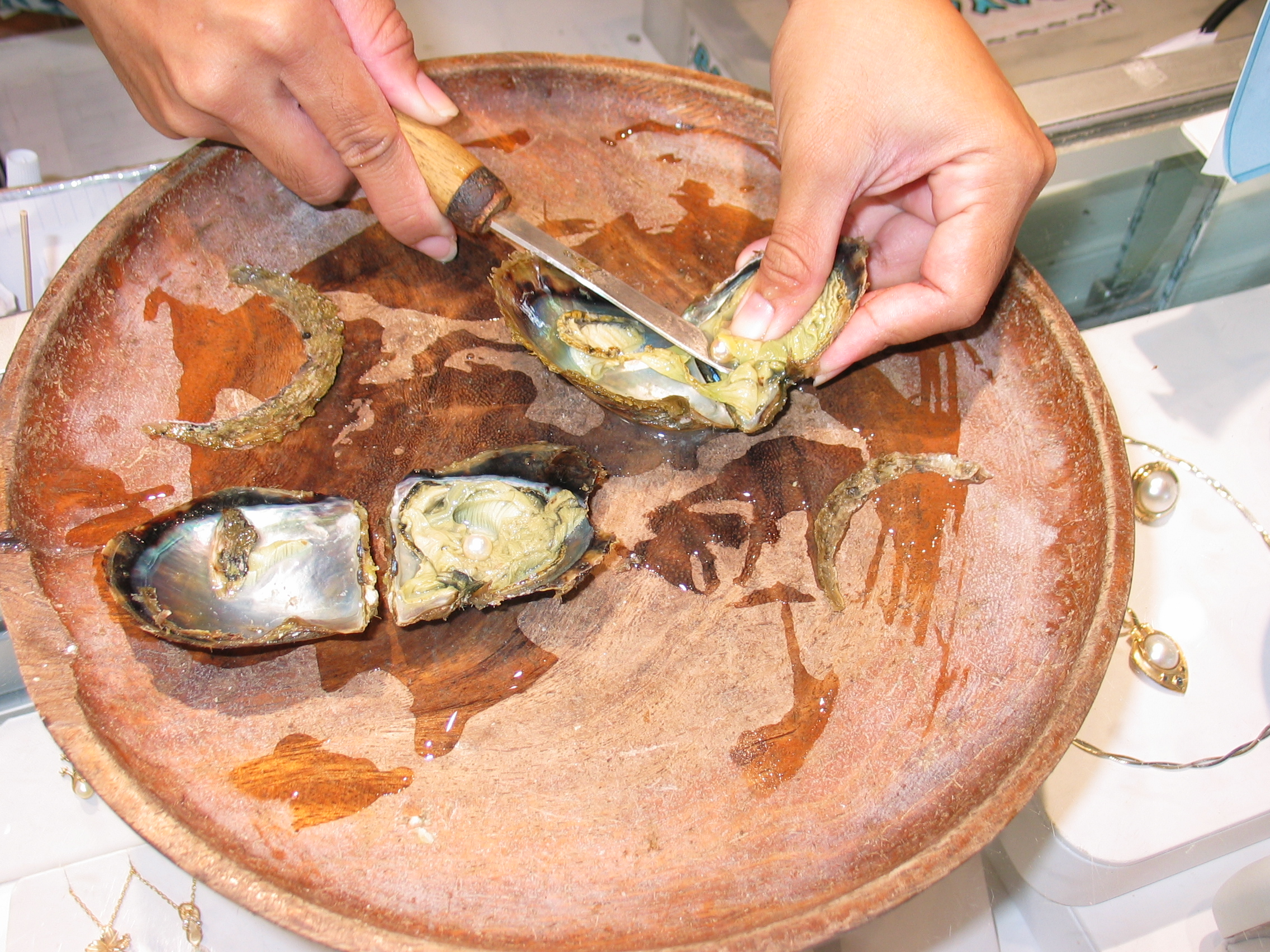
Détachement d'une perle.

Bien que toutes les huîtres puissent sécréter des perles, les huîtres comestibles ne sont pas utilisées à ces fins. L'huître perlière appartient à une famille différente, les Pteriidae. Les perles produites naturellement ou en culture proviennent de cette famille d'huîtres.

##### Production de perles
La perle de nacre est fabriquée par l'huître quand un corps étranger (sable, larve…) s'immisce entre sa coquille et son manteau. Au fil des ans, ce corps étranger est recouvert de couches concentriques de carbonate de calcium qui cristallise sous forme d'aragonite, phénomène désigné sous le nom d'accrétion ; ceci finit par donner une perle. Seules l'huître perlière des mers chaudes (appelée aussi « pintadine ») et la moule perlière d'eau douce peuvent en fabriquer.

## Huîtres sauvages
Pêche intensive ou surpêche par dragages, surexploitation, mais aussi dégradation des côtes, pollution des mers, anoxie et sédimentation, maladies ou prédateurs invasifs affectent les populations d'huîtres sauvages affaiblies par l'acidification des océans,…
À l'état sauvage, ces populations sont devenues rares dans une grande partie de leur aire naturelle de répartition. Selon une étude de l'association américaine Nature Conservancy, publiée en 2009, près de 85 % des récifs ont été perdus à l'échelle mondiale, un taux supérieur aux pertes signalées pour d’autres habitats importants, comme les récifs coralliens, les forêts de mangrove ou les herbiers. Ils sont en mauvais état, ayant connu un déclin de plus de 90 % par rapport aux niveaux historiques, dans 70 % des baies et 63 % des écorégions marines du monde. Plus préoccupant, ils sont aujourd’hui fonctionnellement éteints (plus de 99% de perte de récifs) dans 37 % des estuaires et 28 % des écorégions.
En revanche, l'ostréiculture est en plein essor : 4 400 000 tonnes collectées aujourd'hui, soit quatre fois plus qu'il y a vingt ans. Bien gérés, ces élevages auraient un faible impact environnemental, mais ils ont contribué à l'introduction de souches exogènes et de parasites qui ont décimé les huîtres sauvages ou certaines souches cultivées.

## Huître dans l'histoire, la littérature et les arts

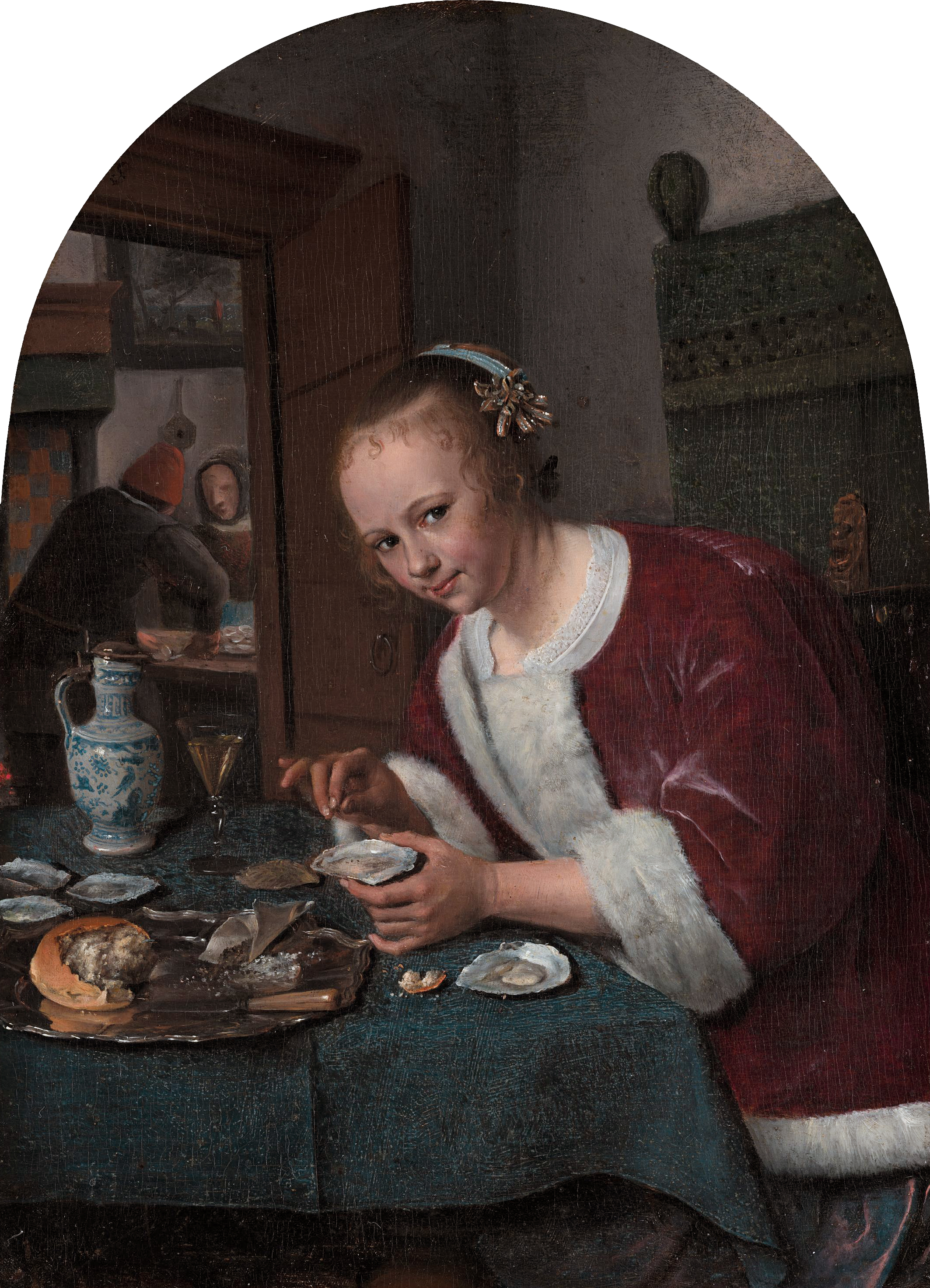
La Mangeuse d'huîtres, (1658-1660), Mauritshuis, La Haye.

En Grèce antique, notamment à Athènes, certains votes se faisaient à l'aide de coquilles d'huîtres : c'est de là qu'est issu le terme ostracisme de ostra « huître ». Le mot français huître procède du latin ostrea, lui-même emprunt au grec ancien ὄστρεον / óstreon, devenu oistre en ancien français (terme en usage jusqu'au XVIIe siècle), parallèlement on trouve huistre dès le XVe siècle, dont le h graphique n'est pas étymologique, mais sert à éviter la lecture « vitre ». En effet, les lettres u et v étaient jadis notées toutes deux par le seul et unique v. L'amuïssement du s devant t, explique l'accent circonflexe sur le î, d'où huistre> huître (voir pour le h graphique huile, huit, huis). L'anglais oyster est issu de l'ancien français oistre « huître ».
L'huître est un sujet privilégié des natures mortes et particulièrement dans l'art flamand et néerlandais du siècle d'Or. Par son aspect physique mais aussi par les connotations qui lui sont associés : hermétisme et complexité cachée (Édouard Manet, Le Philosophe), intimité, plaisir charnel et même érotisme. Elle trouve sa place dans les tableaux de banquets divins (Frans Floris de Vriendt, Le Festin des dieux) et princiers. L'huître peut suggérer le plaisir des sens et la tension érotique (Frans Van Mieris, Le repas d'huîtres, 1661).
En 1678, Jean de La Fontaine publie les fables L'Huître et les Plaideurs et Le Rat et l'Huître.
Déjà, le fabuliste grec Ésope, avait mis en scène l'huître dans De l’aigle et de la corneille, pour illustrer la même morale reprise par Jean de la Fontaine.
Elle devient sous la plume de Francis Ponge (« L'huître », dans Le Parti pris des choses) l'image même de la création poétique. De façon plus contemporaine, l'huître est l'objet de la réflexion de l'artiste Philip Ross.
L'huître est présente dans le livre Alice au pays des merveilles de Lewis Carroll, à travers l'histoire du Morse et du Charpentier.

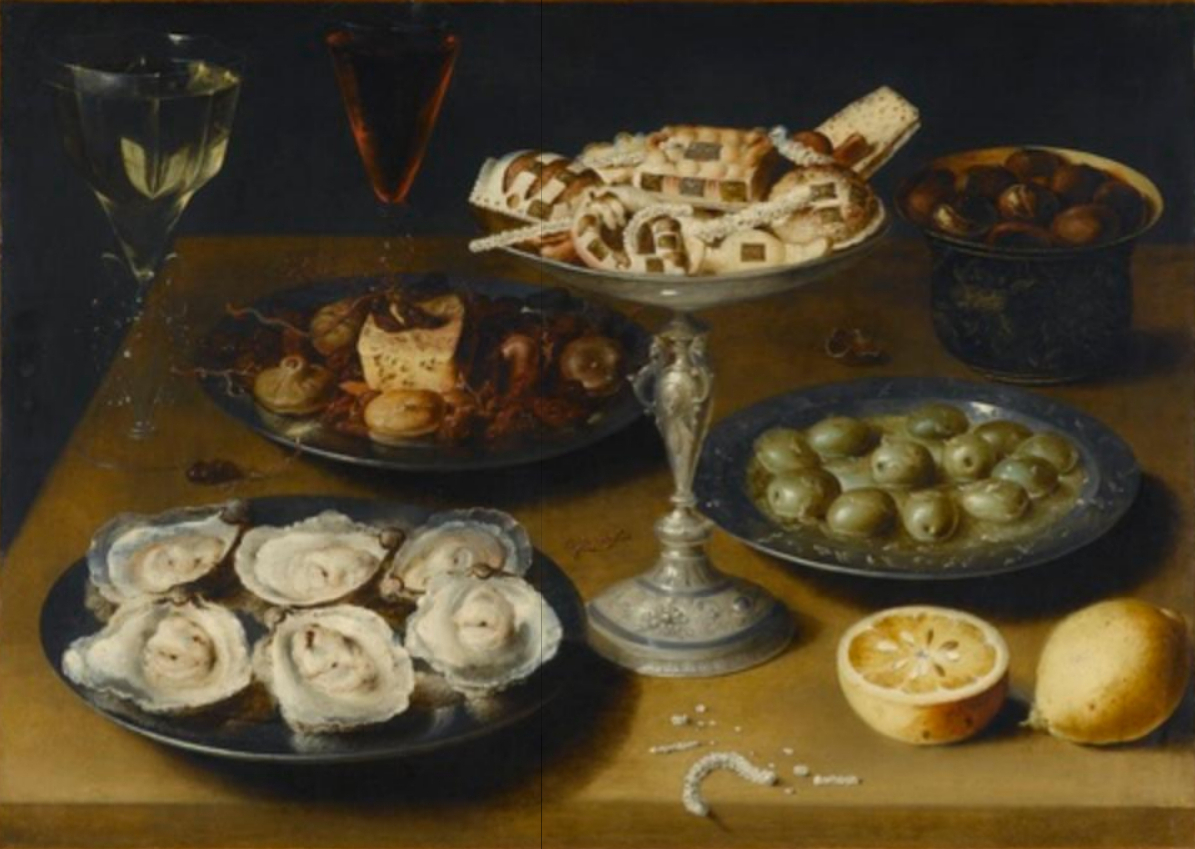
Osias Beert, Nature morte aux huîtres, 1610, Staatsgalerie, Stuttgart.
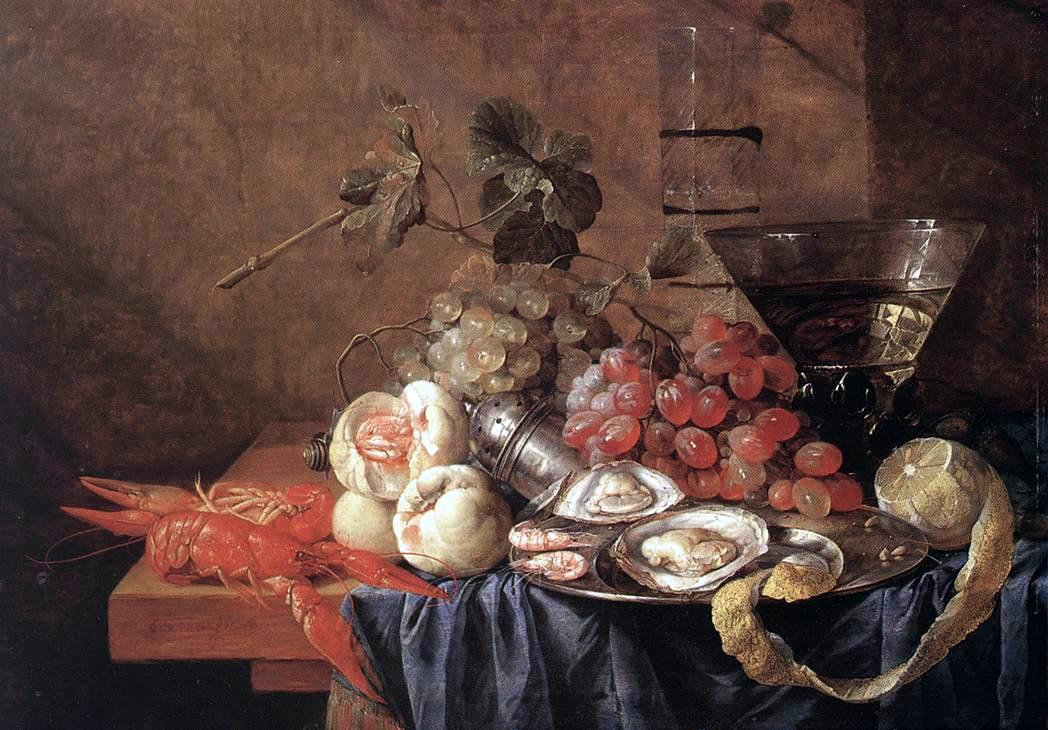
Cornelis de Heem, Fruits de mer.
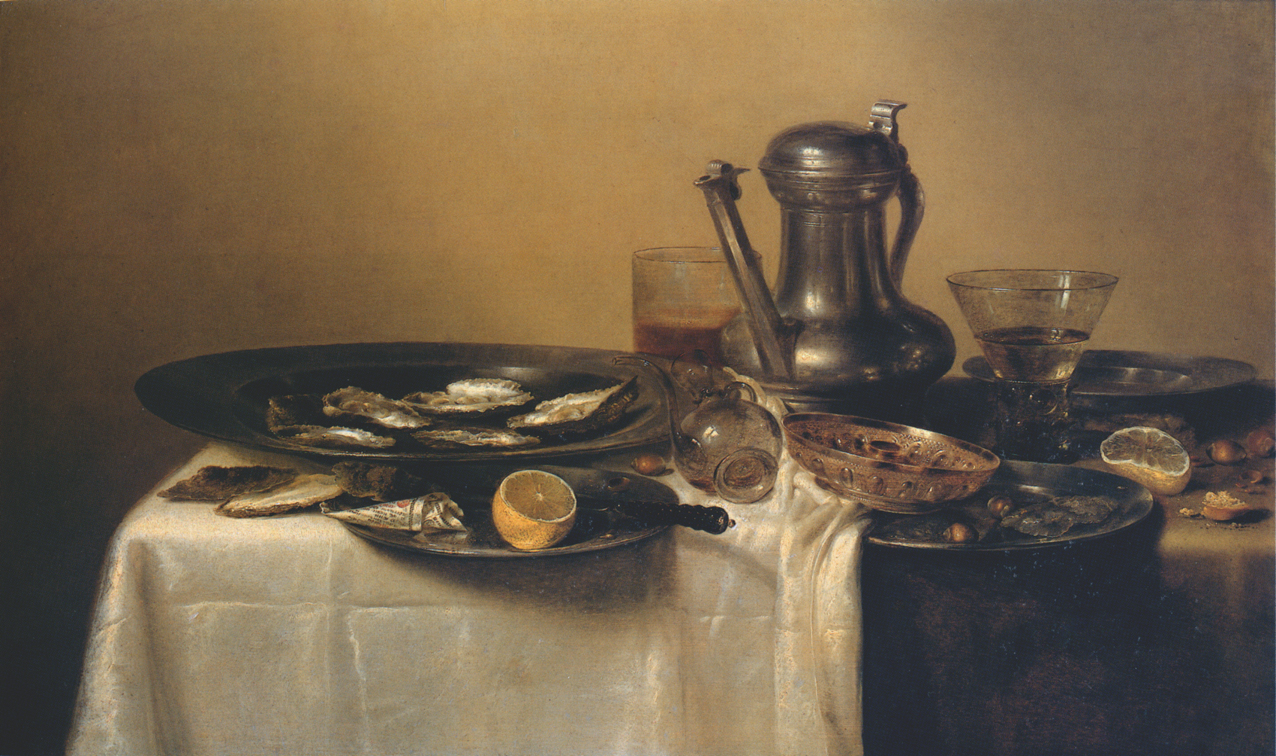
Willem Claeszoon Heda, Nature morte aux pièces d'étain, (1656 ou 1636).
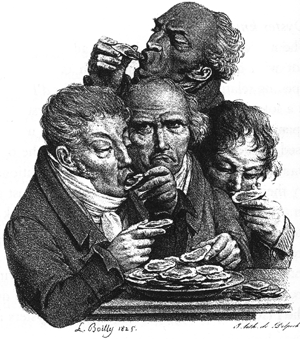
Louis-Léopold Boilly, Les Mangeurs d'Huitres, 1825.
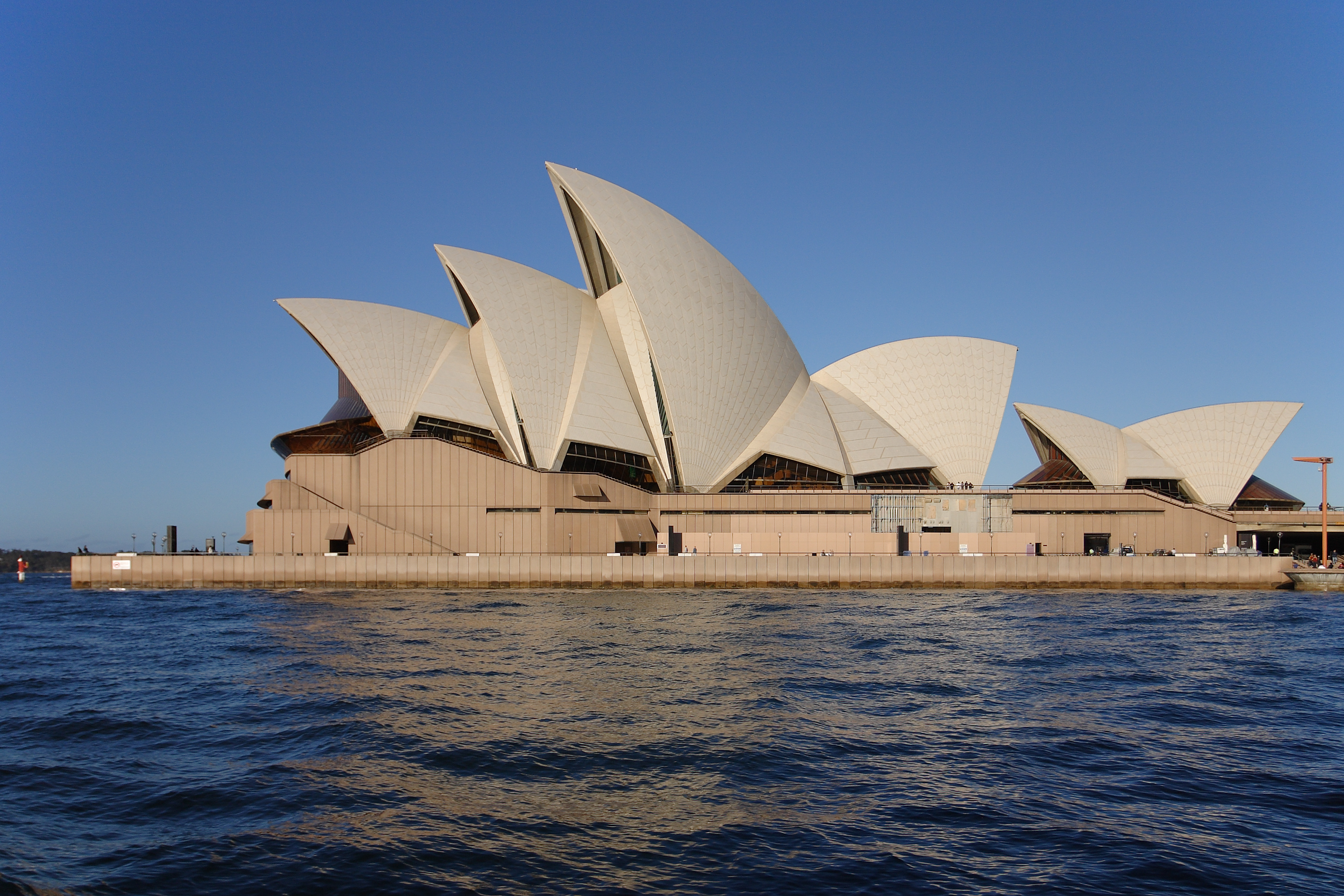
Jørn Utzon, Opéra de Sydney.